# Chemnitzer Verkehrs-Aktiengesellschaft
Die Chemnitzer Verkehrs-Aktiengesellschaft (CVAG) ist ein kommunales Verkehrsunternehmen mit Sitz in Chemnitz. Sie betreibt mit einer eigenen Bus- und Straßenbahnflotte den größten Teil des öffentlichen Nahverkehrs von Chemnitz. Das Unternehmen wurde am 26. Juni 1990 als Rechtsnachfolger des VEB Nahverkehr Karl-Marx-Stadt gegründet. Das Bedienungsgebiet der CVAG liegt vollständig im Verkehrsverbund Mittelsachsen, sie wendet seit 2002 dessen einheitlichen Verbundtarif an.

## Liniennetz
Am 30. März 2008 wurde das Nahverkehrsnetz der CVAG unter dem Slogan »Das Neue Netz« grundlegend verändert. Die Planung dieser weitreichenden Netzänderung verlief über einen Zeitraum von mehr als fünf Jahren. Das über viele Jahre gewachsene Busliniennetz wurde grundlegend umstrukturiert. Bei zahlreichen Buslinien wurden die Linienäste im Stadtzentrum neu kombiniert und die Linienführungen geändert. Um den Parallelverkehr zu Straßenbahn- und Regionalbuslinien einzuschränken, wurden einige Buslinien gekürzt. Einige Stadtviertel werden durch neue Haltestellen besser erschlossen. Der Omnibusbahnhof dient im Nahverkehrsnetz der CVAG nur noch als Abstellort/Wendeanlage. Beinah alle Buslinien erhielten eine neue Nummerierung, die sich an der Taktfrequenz (wochentags im Tagesverkehr) orientiert. So fährt beispielsweise die Linie 31 im 10-Minuten-, die 22 im 20-Minuten-Takt usw. Der Rhythmus der Linien wurde entsprechend ihrer Auslastung so angepasst, dass nunmehr ein einheitliches Taktschema mit ausschließlichen 10-, 20-, 30- und 60-Minuten-Intervallen besteht.
Im Straßenbahnnetz wurde nur wenig geändert. Die Straßenbahnlinien 1, 2, 4 und 5 fahren nun wieder montags bis freitags tagsüber im 10-Minuten-Takt. Die Linie 6 wurde im Dezember 2017 eingestellt, die Chemnitz-Bahn-Linie C11 übernimmt halbstündlich alle Fahrten. Aufgrund von Konzessionsbestimmungen wird die Linie 6 weiterhin an Haltestellen/Fahrzeugen ausgewiesen. Die Linien 1 und 2, die vorher beide zum Hauptbahnhof fuhren, wurden an der Zentralhaltestelle zur neuen Linie 2 verknüpft, die den Hauptbahnhof nicht mehr anfährt.
Das Nachtnetz wurde mit acht Linien auf alle Tage der Woche ausgedehnt. Die Nachtlinien nutzen teilweise andere Streckenführungen als die Tageslinien.
Viele der vorher direkt an den Nahverkehrsknoten Zentralhaltestelle angebundenen Bushaltestellen (besonders von Stadtteilen im Randgebiet) sind seit der Netzumstellung nur noch durch Umsteigen zwischen Bahn und Bus erreichbar; die Qualität der Verkehrsanbindung einiger Haltestellen hinsichtlich Fahrzeit und Umsteigehäufigkeit verschlechterte sich mit der Neugestaltung. Andererseits verbesserte sich die Anbindung einiger Stadtteile wie Rabenstein deutlich. Ebenso wurden durch die Umstellung etwa 60 neue Haltestellenstandorte geschaffen.
Ziel der Netzumstellung war, die Betriebskosten zu senken und die Fahrgastzahlen der Straßenbahnlinien zu erhöhen, indem versucht wurde, parallele Linienverläufe zwischen Bahn und Bus abzuschaffen. Die z. B. dadurch eingestellte Linie 54 (Sachsen-Allee – Neefepark), die im Abschnitt Zentralhaltestelle – Industriemuseum parallel zur Linie 1 fuhr, entfiel komplett und der Neefepark war nur durch Umsteigen in Schönau erreichbar. Aufgrund der hohen Kritik wurde die Linie 23 (vormals Heinersdorf – Annenstraße) bis zum Neefepark verlängert, die aber zur ehemaligen Linie 54 in einem geringeren Takt verkehrt. Auf anderen entfallenen Direktverbindungen, z. B. Linie 33 nach Adelsberg, gibt es dagegen bis heute keine Direktverbindung (bis auf die Nachtlinie N13). Im ersten Jahr des neuen Netzes (2008) sank die Gesamtzahl der Fahrgäste um eine Million auf 39 Millionen.

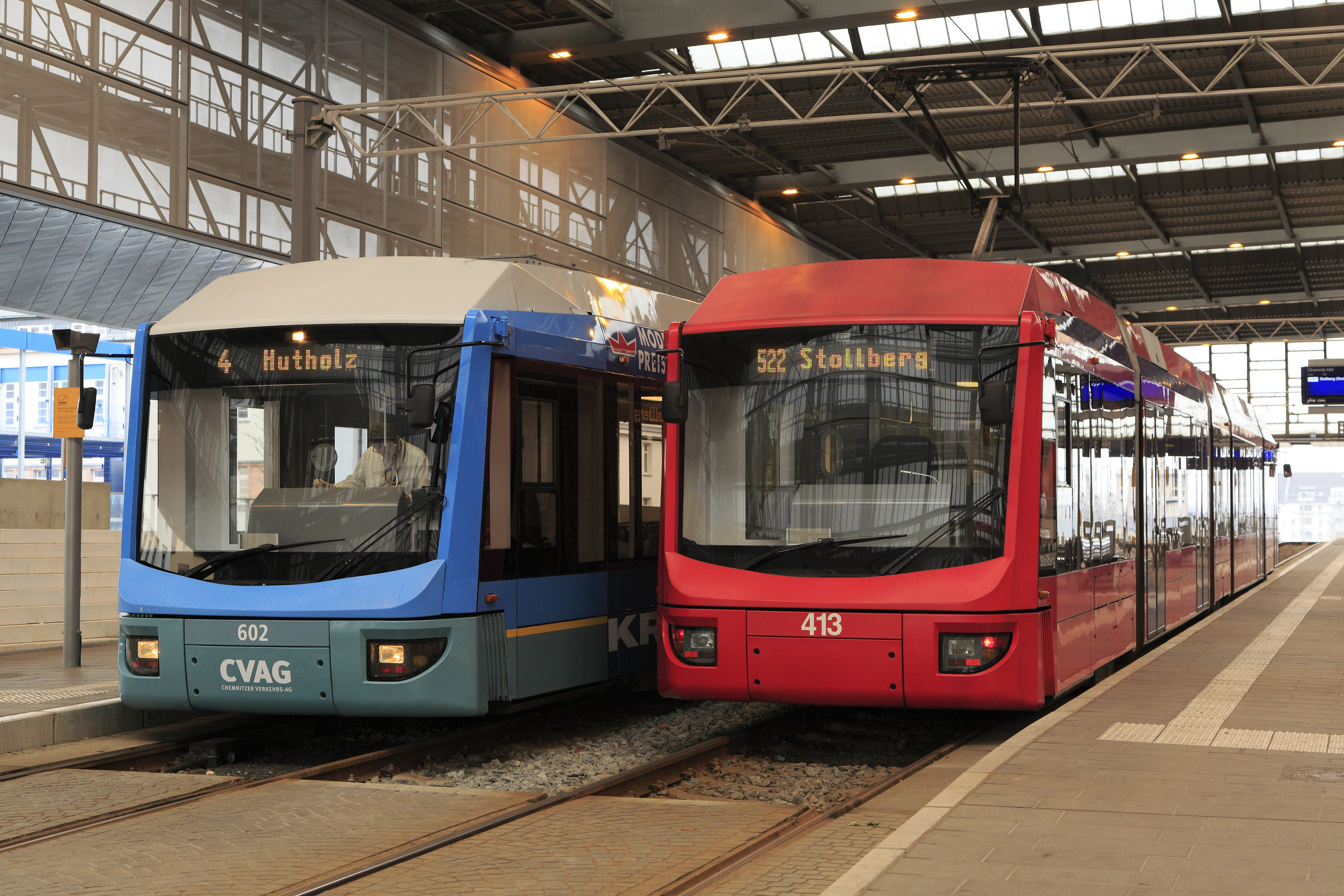
Züge der Linien 4 und 6/C11 beim Wendehalt im Bahnhof Chemnitz Hbf, Februar 2015

Zugleich mit der Linienumstellung hat die CVAG auch ein neues Corporate Design eingeführt, das neue Mitarbeiteruniformen, das neue Logo und eine neue Internetsite beinhaltet.
Durch Bauarbeiten am Hauptbahnhof wurden im Mai 2011 die Linienführungen der Linien 2 und 4 geändert und die Linie 1 wieder eingerichtet. Die Strecken der Linien 1 und 4 wurden an der Haltestelle „Straße der Nationen“ (heute: „Brückenstraße“) miteinander verknüpft. Dort wechselten die Wagen die Liniennummer. Dafür fuhren die der Linie 2 zum Hauptbahnhof. Da aufgrund der Bauarbeiten die Wendeschleife unterbrochen war, konnten nur Zweirichtungsfahrzeuge für den Hauptbahnhof eingesetzt werden. Deren Anzahl ist jedoch begrenzt, wodurch ein solcher Einsatz auf der wesentlich längeren Linie 4 nicht möglich war. Seit dem 16. Juni 2014 ist die Wendeschleife wieder nutzbar, jetzt mit der Führung durch die Bahnsteighalle und einem zusätzlichen Halt am Omnibusbahnhof. Damit fahren wieder die Linien 4, 6 und C11 (ehem. 522) zum Hauptbahnhof. Die Züge der Linie 4 durchfahren die vergrößerte Wendeschleife in Uhrzeigerrichtung, die der Linien 6 und C11 (ehem. 522) entgegengesetzt. An der Haltestelle „Brückenstraße“ wurden die Linien 1 und 2 wieder miteinander verknüpft, die Liniennummern wurden aber beibehalten.

### Tageslinien

Straßenbahnlinien (Stand 10. Dezember 2017)

#### Rendezvous
Täglich finden in Chemnitz zu verkehrsschwachen Zeiten an der Zentralhaltestelle Rendezvous statt. Dabei treffen sich alle die Zentralhaltestelle bedienenden Linien zu einer bestimmten Uhrzeit, haben 5 Minuten Aufenthalt, und fahren dann alle gleichzeitig wieder ab.
Montags bis freitags finden zwischen 4:45 Uhr und 5:45 Uhr im 20-Minuten-Takt Rendezvous statt. Sonnabends finden bis 8:15 Uhr Rendezvous im 30-Minuten-Takt statt. Danach verkehren die Linien nach ihrem Fahrplan. Sonntags finden bis 11:45 Uhr Rendezvous im 30-Minuten-Takt und ab diesem Zeitpunkt bis abends im 20-Minuten-Takt statt.
Täglich findet abends das erste Rendezvous 19:05 Uhr statt und erfolgt bis 21:45 Uhr im 20-Minuten-Takt und bis 23:15 Uhr im 30-Minuten-Takt. Ab 23:45 Uhr findet stündlich der Nachtanschluss mit den Nachtlinien statt.

#### Alita
Zu verkehrsschwachen Zeiten morgens und abends werden einige Busfahrten als Alita (Anruf-Linien-Taxi) ausgewiesen. Dabei stehen die Fahrten der Busse im Fahrplan, verkehren aber nur, wenn es bis 30 Minuten vor der fahrplanmäßigen Abfahrt zu einer Bestellung durch Reisende gekommen ist. Es fährt ein Taxi anstelle eines Busses und zusätzlich zum Fahrschein muss 1 Euro gezahlt werden.

#### Straßenbahnlinien
Die Straßenbahnlinien 1, 2, 4 und 5 der CVAG verkehren werktags tagsüber im 10-Minuten-Takt. Bei der Linie 3 ergibt sich dieser in Verbindung mit den ChemnitzBahnen C13, C14 und C15.
| Tram | Linienverlauf |
| ---- | --- |
| 1    | Schönau – Kappler Drehe – Industriemuseum – Zwickauer Straße – Zentralhaltestelle – Roter Turm – Brückenstraße/Freie Presse weiter als Linie 2 nach Bernsdorf |
| 2    | Bernsdorf – Bernsbachplatz – Bernsdorfer Straße – Zentralhaltestelle – Brückenstraße/Freie Presse weiter als Linie 1 nach Schönau                             |
| 3    | Hauptbahnhof – Omnibusbahnhof – Roter Turm – Zentralhaltestelle – Stadlerplatz – TU Campus – Technopark                                                       |
| 4    | Hutholz – Morgenleite – Stollberger Straße – Zentralhaltestelle – Roter Turm – Hauptbahnhof, Bahnhofstraße – Hauptbahnhof                                     |
| 5    | Hutholz – Morgenleite – Annaberger Straße – Zentralhaltestelle – Gablenzplatz – Gablenz                                                                       |

Daraus hinaus verkehren im Stadtgebiet Chemnitz auf dem Streckennetz der CVAG mit den Linien C11 Chemnitz–Stollberg, C13 Aue–Burgstädt, C14 Thalheim–Mittweida und C15 Chemnitz–Hainichen weitere Straßenbahnleistungen, die allerdings von der City-Bahn Chemnitz betrieben werden. Die C11 verkehrt dabei als Straßenbahn alle 30 Minuten im Abschnitt Hauptbahnhof–Zentralhaltestelle–Altchemnitz. Die Linien C13 bis C15 verkehren jeweils stündlich als Straßenbahn im Abschnitt Hauptbahnhof–Zentralhaltestelle–Technopark.

#### Stadtbuslinien
| Bus  | Linienverlauf |
| ---- | --- |
| 21 1 | Ebersdorf – Frankenberger Straße – Hainstraße – Zentralhaltestelle (Bst. 1/5) – Hartmannstraße – Leipziger Straße – Borna (Li. E21) – Chemnitz-Center (– Röhrsdorfer Allee/Siemens) – Limbach-Oberfrohna |
| 31 1 | Flemmingstraße – (Klinikum Flemmingstraße) – Barbarossastraße – Zentralhaltestelle (1/5) – Sonnenberg/Fürstenstraße – Yorckgebiet                                                                        |
| 41 1 | Schönau-Bahnhof-Grüna-Hohenstein-E. Bahnhof |
| E41  | Schönau-Reichenbrand |
| 51 1 | Zentralhaltestelle (Bst. 5) – Innere Klosterstraße – Müllerstraße – Thomas-Mann-Platz / Sachsen-Allee – Zeisigwald bzw. Yorckgebiet (Li. E51)                                                            |

| Bus     | Linienverlauf |
| ------- | --- |
| 22 2    | Zentralhaltestelle (Bst. 1) – Hauptbahnhof – Wilhelm-Külz-Platz – Glösa |
| 32 2    | Dresdner Straße–Margaretenstraße–Emilienstraße–Straße der Nationen–Omnibusbahnhof–Hauptbahnhof–Zentralhaltestelle–Limbacher Straße-Georgenkirchweg-RabensteinCenter-Reichenbrand(-Schönau)                           |
| E32     | Reichenbrand-Rottluff |
| 42 2    | Schönau–Klingerstraße-RabensteinCenter–Rabenstein, Grünaer Straße(-Stausee Parkplatz) |
| 52 2    | Zentralhaltestelle (Bstg. 1) – Südbahnhof – Helbersdorfer Straße – Markersdorfer Straße – Chemnitzer Straße – Hutholz                                                                                                |
| 62 2    | Flemmingstraße – Weststraße – Stadthalle – Roter Turm – Zentralhaltestelle (Bst. 6/8) – Zschopauer Straße – Charlottenstraße – Dürerstraße – Kreherstraße – Gablenz                                                  |
| 72 2    | Rottluff bzw. Flemmingstraße (Li. E72) – Weststraße – Stadthalle – Roter Turm – Zentralhaltestelle (Bst. 6/8) – Zschopauer Straße – Andreasstraße – Kreherstraße – Heimgarten                                        |
| 82A/B 2 | TU Campus – Wartburgstraße – Clausstraße – Zietenstraße – Thomas-Mann-Platz – Salzstraße – Leonhardtstraße – Weststraße – SReichsstraße – Südbahnhof – Technopark (82A im Uhrzeigersinn/82B gegen den Uhrzeigersinn) |

| Bus  | Linienverlauf |
| ---- | --- |
| 23 3 | Heinersdorf – Blankenburgstraße – Omnibusbahnhof – Hauptbahnhof – Zentralhaltestelle (Li. E23) – Industriemuseum – Neefestraße – Messe Chemnitz – Neefepark                                                                          |
| 33 3 | Bernsdorf – Zschopauer Straße – Adelsberg (– Schösserholz) |
| 43 3 | Rabenstein, Tierpark – Bahnhof Siegmar – Mauersbergerstraße – Neefepark – Messe Chemnitz – Am Flughafen – Scheffelstraße – Sportforum – Wartburgstraße – Heimgarten – Gablenz (Li. E43) – Adelsbergstraße – Adelsberg – Schösserholz |
| 53 3 | TU Campus – Bernsdorf – Reichenhain – Altchemnitz – Friedrich-Hähnel-Straße VITA-Center – Chemnitzer Straße |
| 63 3 | Glösa – Ebersdorf – Borna |
| 73 3 | TU Campus – Altchemnitz |
| 93 3 | Hutholz – Stelzendorfer Straße – Neefepark |

| Bus  | Linienverlauf |
| ---- | --- |
| 26 4 | Schönau – Stelzendorfer Straße – Stelzendorf – Hutholz |
| 39 4 | Klaffenbach – Bahnhof Neukirchen-Klaffenbach – Chemnitzer Straße – Hutholz (bzw. Neukirchen, Zentrale Haltestelle)                                                           |
| 46 4 | Wittgensdorf, Chemnitztal – Borna |
| 49   | Grüna, Ortsmitte – Hp Grüna (Sachs.) – Mittelbach, Landgraben |
| 56 4 | Bernsdorf – Zschopauer Straße – Kleinolbersdorf – Altenhain – Bernsdorf |
| 69 4 | Bahnhof Hilbersdorf – Ebersdorf, Brettmühle |
| 76 4 | Altchemnitz – Einsiedel – Eibenberg/Einsiedel |
| 79 4 | Zentralhaltestelle (Bst. 9) – Rosenhof (nur Richtung Küchwald) bzw. Stadthalle (nur Richtung Zentralhaltestelle) – Schloßviertel – Klinikum Küchwald – Eisstadion – Küchwald |
| 86 4 | Gablenzplatz – Euba – Niederwiesa |
| 89 4 | Gablenz – Adelsbergstraße – Beutenberg – Dresdner Straße |
| 96 4 | Wittgensdorf, Kornweg – Chemnitz Center |

| Bus   | Linienverlauf                                                                                                |
| ----- | --- |
| S91 5 | TU Campus – TU Erfenschlager Straße – Bernsdorf – Wartburgstraße – Heimgarten – Geibelstraße – Humboldtplatz |
| S92 5 | Klaffenbach – Mühle Klaffenbach – Altchemnitz – Einsiedel                                                    |

Fahrplantakte montags–freitags
Die Buslinien 21 (E21), 22, 31, 51 (E51), 52, 62, 72 (E72) werden durchgängig mit Gelenkbussen bedient. Die Linien 32 (E32), 41 (E41), 43 (E43) werden mit Gelenkbussen und Solowagen bedient. Die Nachtlinien N11 bis N18 werden großteils mit Solowagen bedient, bei besonderen Ereignissen (Museumsnacht, größeren Veranstaltungen in der Innenstadt, Silvester) kommen Gelenkbusse zum Einsatz.

### Nachtbuslinien
Durch acht Omnibuslinien werden täglich um 23:45 Uhr, 0:45 Uhr, 1:45 Uhr, 2:45 Uhr, 3:45 Uhr und 4:45 Uhr (letzteres nur Ankunft, Anschluss zum Tagesverkehr) Nachtanschlüsse an der Zentralhaltestelle vermittelt. An ausgewählten Treffen nimmt auch die Chemnitzbahn-Linie C11 (ehem. 522) der City-Bahn Chemnitz teil.
Alle Nachtbuslinien beginnen und enden sternförmig an der Zentralhaltestelle. Da es dort keine Wendeschleife gibt, sind linienreine Umläufe nicht möglich, stattdessen wechseln die Busse an der Zentralhaltestelle jeweils ihre Linienbezeichnung.
| Nachtbus | Linienverlauf | Zusatz                                |
| -------- | --- | ------------------------------------- |
| N11      | Zentralhaltestelle – Hauptbahnhof – Omnibusbahnhof – Zöllnerplatz – Emilienstraße – Frankenberger Straße – Bahnhof Hilbersdorf – Ebersdorf                                                                                                   | kommend als Linie N15 von Hutholz     |
| N12      | Zentralhaltestelle – Sonnenberg – Uhlandstraße – Humboldtstraße – (Zeisigwald –) Yorckstraße – Yorckgebiet | kommend als Linie N16 von Rabenstein  |
| N13      | Zentralhaltestelle – Zschopauer Straße – Dürerstraße – Kreherstraße – (Betriebshof Adelsberg –) Adelsbergstraße – Adelsberg – Georgistraße – Gablenz                                                                                         | kommend als Linie N17 von Talanger    |
| N14      | Zentralhaltestelle (Bst. 8) – Bernsbachplatz – Stadlerplatz – TU Campus – Wartburgstraße – (Richtung Bernsdorf: Omnibusbetriebshof – Altchemnitz) – (Richtung ZH: Augsburger Straße) – Bernsdorf                                             | kommend als Linie N18 von Borna       |
| N15      | Zentralhaltestelle (Bst. 2) – Annaberger Straße – Heinrich-Lorenz-Straße – Haydnstraße – Stollberger Straße – Morgenleite (– Markersdorf – Robert-Siewert-Straße – Wilhelm-Firl-Straße – Wolgograder Allee (nur Richtung Hutholz)) – Hutholz | kommend als Linie N11 von Ebersdorf   |
| N16      | Zentralhaltestelle – Zwickauer Str. – Schönau – Bahnhof Siegmar – Reichenbrand – DRK-Krankenhaus – RabensteinCenter | kommend als Linie N12 von Yorckgebiet |
| N17      | Zentralhaltestelle – Kaßberg – Ernst-Heilmann-Str. – Flemmingstr. – Talanger | kommend als Linie N13 von Gablenz     |
| N18      | Zentralhaltestelle (Bst. 6) – Theaterplatz – Omnibusbahnhof – Georgbrücke – Schloßviertel – Leipziger Straße – Borna – Röhrsdorfer Allee/Siemens                                                                                             | kommend als Linie N14 von Bernsdorf   |

## Zentralhaltestelle

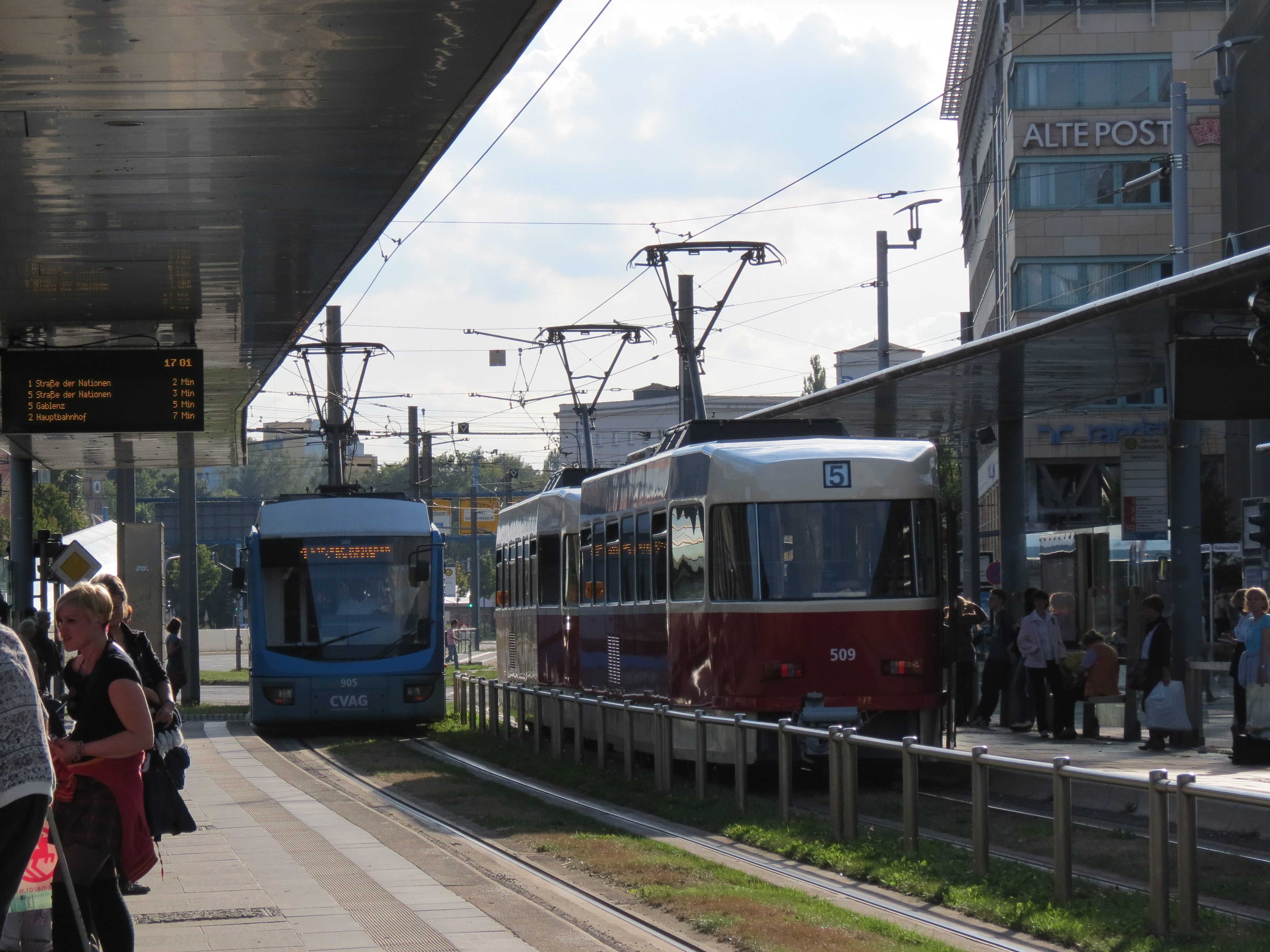
Zentralhaltestelle, Bahnsteige 3 und 4

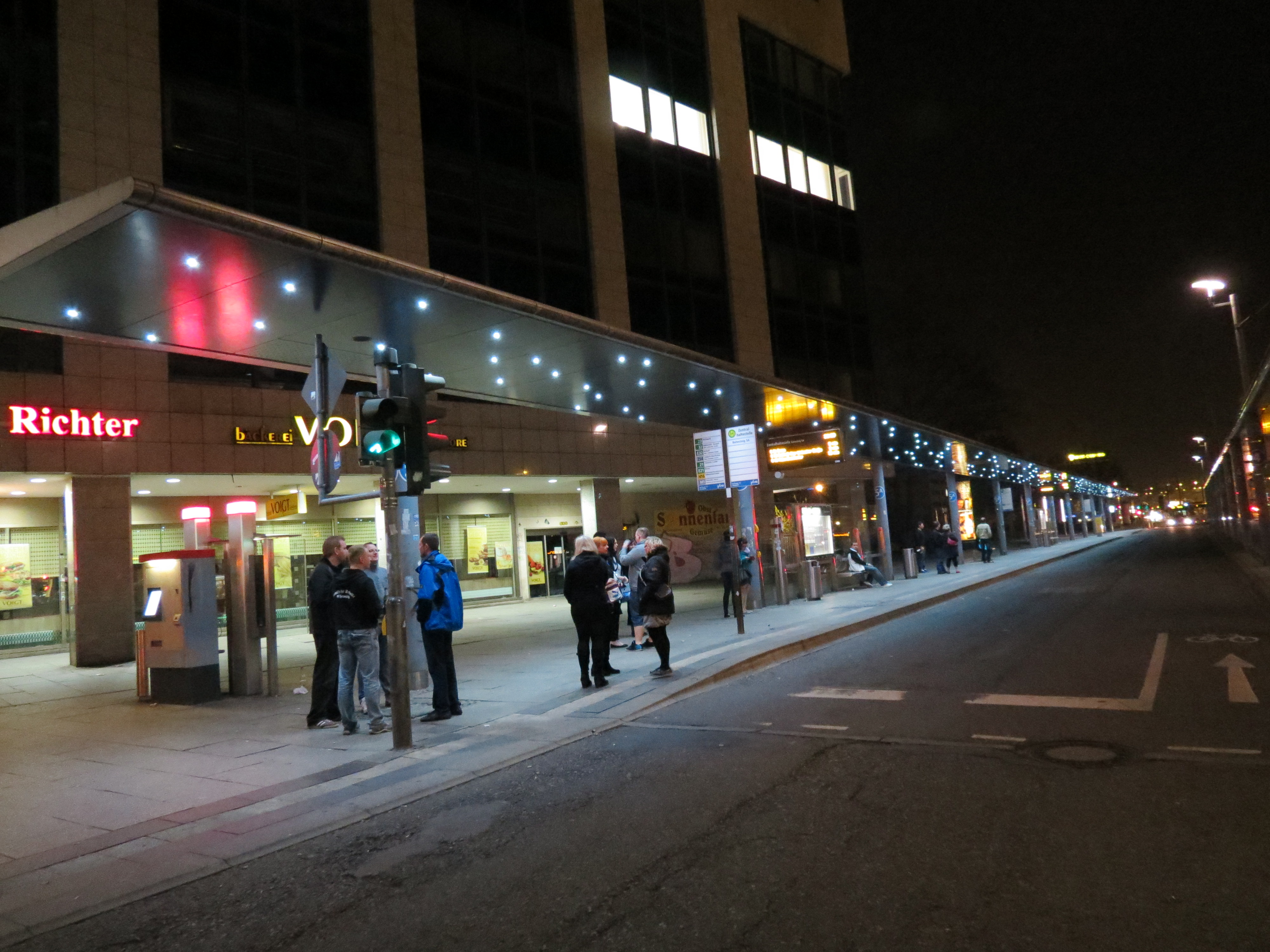
Sternenhimmel an der Zentralhaltestelle nach der Modernisierung (2014)

Die Zentralhaltestelle ist der zentrale Umsteigepunkt von Bus-, Straßenbahn- und Stadtbahnlinien an der Kreuzung Bahnhofstraße/Rathausstraße im Chemnitzer Stadtzentrum. Insgesamt fahren neun Stadtbus-, fünf Straßenbahn-, vier Stadtbahn- sowie mehrere Regionalbuslinien die Zentralhaltestelle an.
Die Zentralhaltestelle besteht aus neun regulär genutzten Bahnsteigen, drei Ersatzbahnsteigen und einem, der nur zur Museumsnacht Verwendung findet. Sie sind von 1 bis 13 durchnummeriert. Davon sind fünf nur für die Straßenbahn (3, 4, 7, 10 und 11), sieben nur für Busse (1, 2, 5, 6, 8, 12 und 13) und einer für Bus und Straßenbahn (9). Einzig der Bahnsteig 5 ist nochmals in 5A und 5B unterteilt. Die Bahnsteige 10 bis 12 werden bei Störungen oder Baustellen genutzt und der Bahnsteig 13 nur zur Museumsnacht. Den Bahnsteig 2 fahren Busse für den Regionalverkehr, die Nachtbuslinie N15 und an der Zentralhaltestelle endende Busse der Linie 23 an.
Die Haltestelle liegt an zwei in unterschiedliche Richtung verlaufenden Straßen. Fünf Bahnsteige (1 bis 5) befinden sich an der Bahnhofstraße. Die anderen vier bilden zusammen die „Rathausstraße“, auf der kein Individualverkehr mehr stattfindet. Während man zum Umsteigen von und zum Bahnsteig 1 die viel befahrene Bahnhofstraße überqueren muss, sind alle anderen Bahnsteige (mit Ausnahme der Ersatzhaltestellen 11 bis 13) ohne Überqueren einer Straße erreichbar.
Gleichzeitig mit der Erneuerung der Anzeigen wurde die Bahnsteigbezeichnung geändert. Bis dahin erfolgte die Bezeichnung in Buchstaben von A bis H und R. Der heutige Bahnsteig 11 trug vormals die Bezeichnung R, die für Reitbahnstraße stand. Auch war ein Großteil der Bahnsteige unterteilt, z. B. C1 und C2. Diese Unterteilung wurde an den meisten Bahnsteigen aufgehoben, da der zweite Abschnitt sehr selten genutzt wurde.
Von Januar bis Mai 2014 wurde die alte und störanfällige Bahnsteigbeleuchtung („Sternenhimmel“) erneuert. Da mittlerweile keine Ersatzteile mehr produziert wurden, kam es zur vollständigen Modernisierung und dem Anbringen von 1600 neuen LED.

### Mobilitätszentrum
Im „Chemnitz Plaza“, direkt an der Zentralhaltestelle, befindet sich das Mobilitätszentrum der CVAG. Neben dem Fahrscheinverkauf für Chemnitz und den gesamten Verkehrsverbund Mittelsachsen sowie Information über Fahrpläne und Tarife ist auch die Beratung zum Abonnement möglich. Des Weiteren kann man sich zum Thema Carsharing beraten lassen.
Im Schaufenster befindet sich ein LC-Monitor, an dem die aktuellen Abfahrten für die gesamte Zentralhaltestelle und Störungen angezeigt werden.

## Fahrgastinformation
Die seit dem Jahr 2008 stattfindende Umrüstung und Modernisierung auf ein neues rechnergestütztes Betriebsleitsystem (RBL, auch Intermodal Transport Control System (ITCS) genannt) wurde Ende 2011 abgeschlossen. Es erfolgte dabei auch die Umstellung auf die digitale Kommunikation zwischen Leitstelle und Fahrzeugen sowie deren Übertragung des Standorts mittels GSMR.

### Dynamische Anzeige

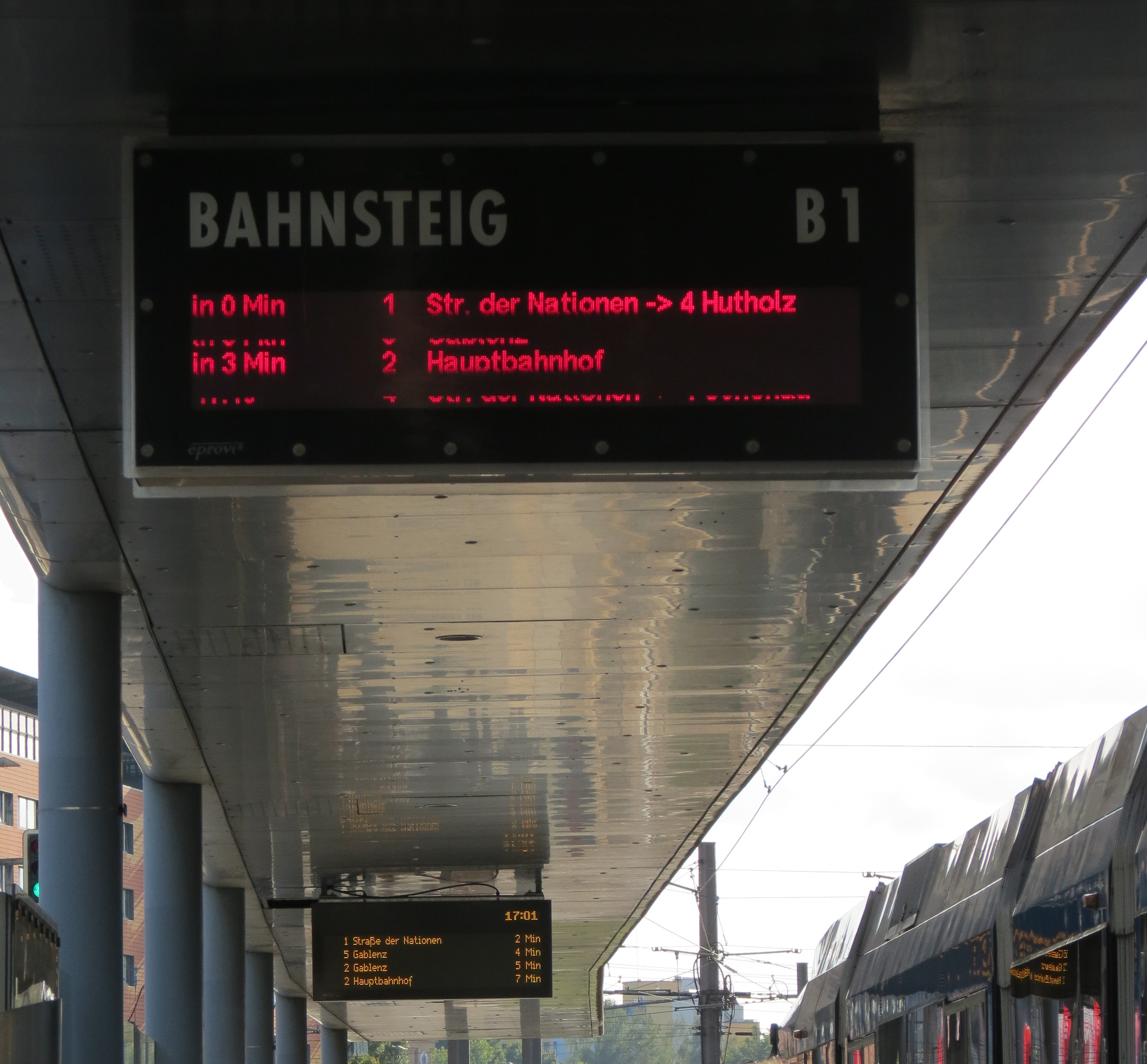
Zentralhaltestelle, Alte Anzeige (vorn) und neue dynamische Anzeige (hinten)

Mit dynamischen Anzeigen soll an den Haltestellen über aktuelle Abfahrten der nächsten Busse und Bahnen sowie Störungen informiert werden. Die Liveauskunft erfolgt für Busse und Bahnen der CVAG, Züge der Chemnitz Bahn (C11 Chemnitz Hbf – Stollberg, C13 Chemnitz Zentralhaltestelle – Hbf – Burgstädt, C14 Chemnitz Zentralhaltestelle – Hbf – Mittweida, C15 Chemnitz Zentralhaltestelle – Hbf – Niederwiesa – Frankenberg – Hainichen). Teilweise sind Busse des RVE (z. B. Linie 254) und solche weiterer Unternehmen aufgeführt, z. B. 704 und 262, jedoch nicht in Echtzeit.
Angezeigt werden Abfahrten „… Min“, frühestens 60 Minuten vor der Abfahrt. Befindet sich an dieser Stelle eine Uhrzeit, liegen für das Fahrzeug keine Echtzeitinformationen vor.
Eine Besonderheit der Auskunft ist das Herunterzählen bis zur Abfahrt. Die aktuelle Abfahrtszeit wird durch „sofort“ (blinkend) angezeigt, die Minute davor durch „sofort“ (nicht „1 Min“) und erst ab da wird die Abfahrt in Minuten angezeigt. Daher werden bei einer pünktlichen Abfahrt die nächsten Fahrten derselben Linie mit in „9 Min“, „19 Min“ usw. angegeben (10-Minuten-Takt).

#### Standorte

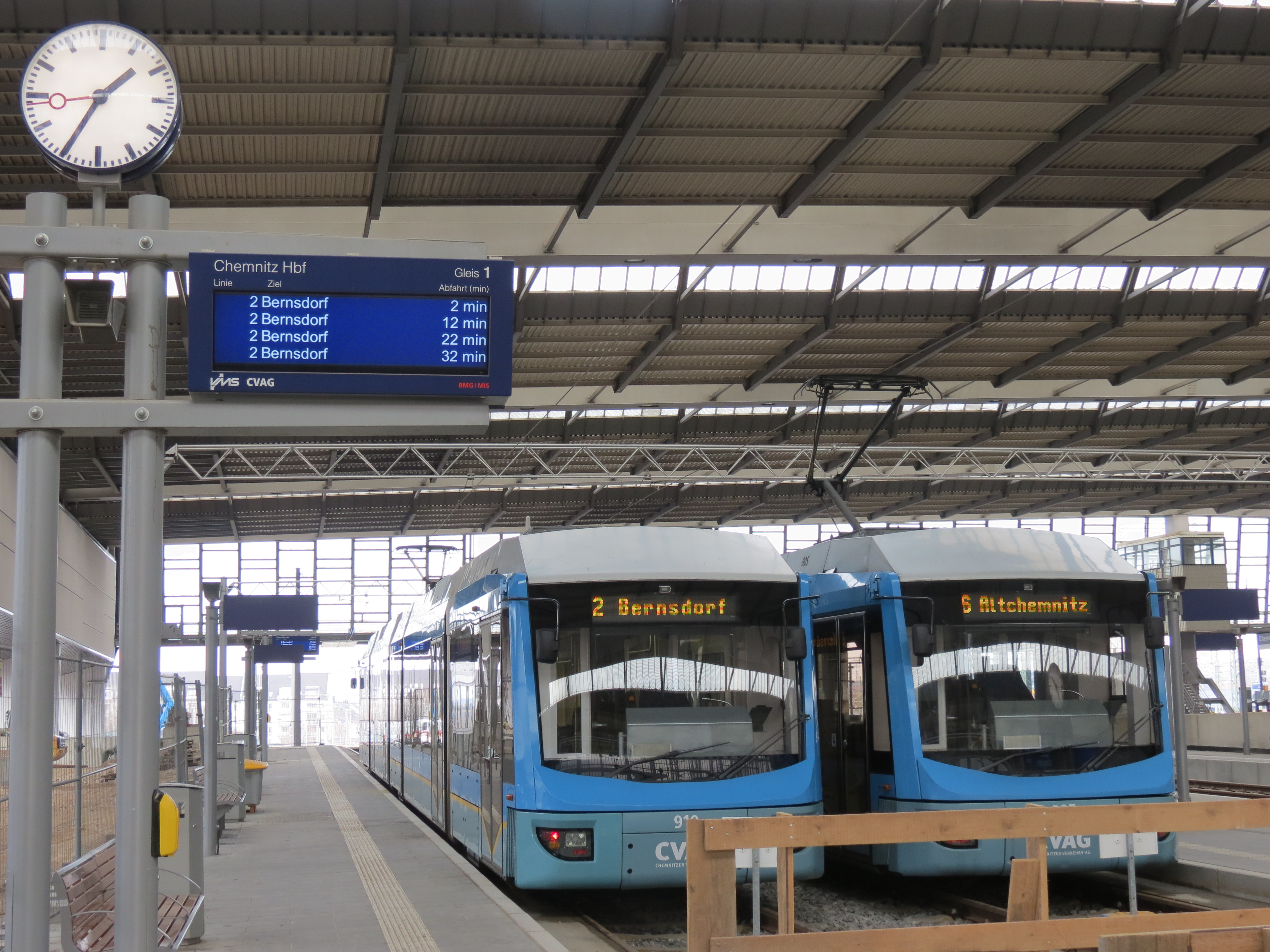
Dynamische Anzeige an der Haltestelle Hauptbahnhof, Bahnsteig 1

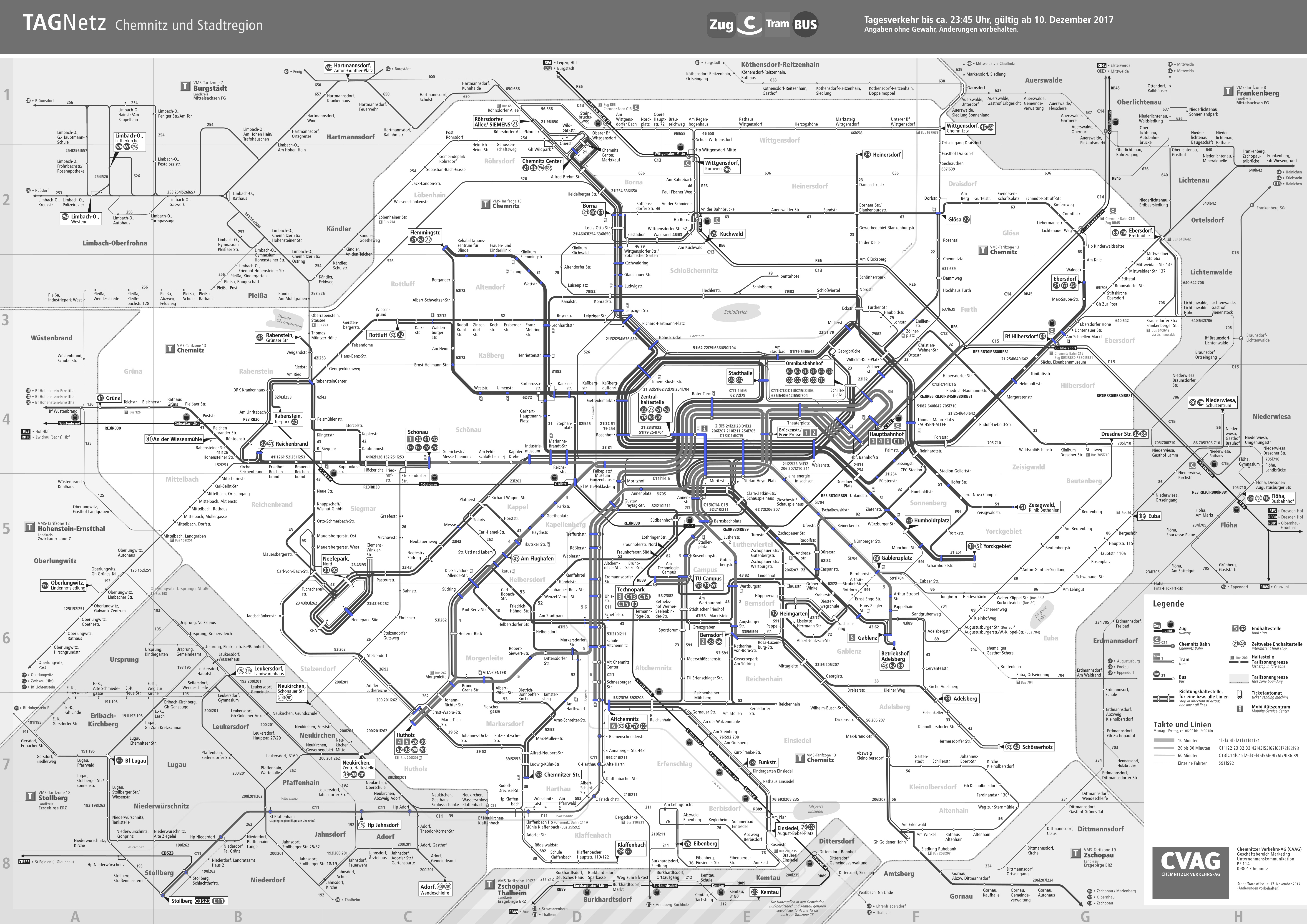
Standorte von Anzeigen in Chemnitz

Seit dem Jahr 2011 werden im Stadtgebiet dynamische Anzeigen der Firma Lumino aufgebaut. Angefangen mit 4 Anzeigen als Test an der Haltestelle Hauptbahnhof (heute Hbf, Bahnhofstraße) wurden in den folgenden Jahren auch innenstadtnahe Haltestellen ausgerüstet. Im Sommer 2012 erfolgte an der Zentralhaltestelle der Austausch von alt gegen neu. Die vormals mit bis zu drei Anzeigen ausgerüsteten Bahnsteige erhielten meist nur noch eine, jedoch mit einer größeren Anzeigeschrift. Ausnahmen sind der Bahnsteig 5, der mit je einer Anzeige im Abschnitte A und B ausgestattet wurde, und der Bahnsteig 9. Zusätzlich haben erstmals die Bahnsteige 10 und 11 Anzeigen erhalten – durch den seltenen Gebrauch der Ersatzbahnsteige jedoch kleine. Im Schaufenster des Mobilitätszentrums werden alle Abfahrten an der Zentralhaltestelle an einem LC-Bildschirm angezeigt.
Ab 2011 erhielten die Haltestellen Straße der Nationen/Freie Presse (heute Brückenstr.), Theaterplatz und Omnibusbahnhof (nur Neubau der gemeinsamen Bus- und Bahnhaltestelle) je Richtung eine Anzeige. Die Haltestelle Roter Turm bekam drei und der Stefan-Heym-Platz vier Anzeigen. Nur im Hauptbahnhof (Chemnitzer Modell) wurden an den Bahnsteigen 1 bis 4 jeweils zwei LC-Anzeigen der Firma BMG MIS verwendet. Hinzu kommen eine Anzeige an der Treppe zu den Bahnsteigen 1 bis 4 und eine neben der Hauptanzeige der DB, die mit dieser baugleich ist.
2014 wurden 108 Haltestellen mit etwa 150 Anzeigen ausgerüstet. Die Gesamtkosten betrugen 6,8 Mio. Euro und wurden zu 70 % durch den EFRE gefördert. Die meisten Anzeigen sind nur 3-zeilig und sind hauptsächlich in stadtwärtige Richtung aufgebaut. Keine Anzeigen gibt es bei den Linien 41, 51 (ab ZH) Richtung Altchemnitz und teilweise der Linie 2. Auf der Linie 41 fahren viele Busse anderen Busunternehmen ohne die Möglichkeit der Echtzeitauskunft. Zwischen Annenstraße und TU wurde das Chemnitzer Modell Stufe 2 verwirklicht. Beim Um- und Neubau ab 2016 wurden die Haltestellen mit Anzeigen ausgerüstet.
Alle Anzeigen an den Bahnsteigen, auch die im Chemnitzer Hbf, verfügen über eine akustische Information, z. B. für Sehbehinderte, die über einen Taster ausgelöst wird.

### Echtzeitauskunft
Mit der Modernisierung des rechnergestützten Betriebsleitsystems wurde auf der Webseite die Echtzeitauskunft eingerichtet. Mit dieser ist es möglich, die aktuellen Abfahrten jeder Haltestelle, die von der CVAG bedient wird, zu erhalten. Dabei werden die Fahrten maximal eine Stunde im Voraus angezeigt. Bis auf Sondertexte und Laufschriften, die an den dynamischen Anzeigen erscheinen können, werden alle Informationen auch in der Echtzeitauskunft bereitgestellt.

### Interaktiver Liniennetzplan
Am 30. Januar 2014 wurde ein neuer interaktiver Liniennetzplan eingeführt. Der Linienverlauf wird in einer schematischen und topografischen Darstellung angezeigt. Zu jeder Haltestelle lassen sich Informationen über die bedienenden Linien und Störungen abrufen. Hinzu kommen die Echtzeitauskunft und die Auswahl der Haltestelle als Start oder Ziel für die Fahrplanauskunft. Nur in der topografischen Ansicht lassen sich zusätzlich Objekte, z. B. Museen, Behörden und Schulen, anzeigen. Für ausgewählte Haltestellen ist ein Umgebungsplan verfügbar.

### Mobile Website
Die mobile Website verfügt über die Fahrplan- und Echtzeitauskunft, Informationen zu Tarifen und Verkehrsbehinderungen und erhielt 2014 eine mobile Version des interaktiven Netzplans, die eine Ortungsfunktion besitzt.

### Fahrgast-TV

Fahrgastinformationssystem in den Variobahn-Wagen

Seit Ende 2014 verfügen alle Variobahnwagen über ein neues Fahrgastinformationssystem. Hierbei wurden die Haltestellenanzeigen an der Decke durch Bildschirme ersetzt und die Netzspinnen entfernt. Im Gegensatz zu anderen Städten werden nur der Linienverlauf, Echtzeitinformationen zu Umsteigemöglichkeiten und Informationen über mögliche Baustellen und Störungen angezeigt.

### Soziale Medien
Um die Kundeninformation zu verbessern und auszuweiten, ist die CVAG seit Sommer 2015 auf Facebook, X, WhatsApp und YouTube vertreten. Derzeit kann aber nur bei Facebook mit dem Serviceteam kommuniziert werden.

## ÖPNV-Beschleunigung
Um den Chemnitzer Nahverkehr zu beschleunigen und attraktiver zu machen, planen CVAG und die Stadtverwaltung seit 2010 Streckenabschnitte von Bussen und Bahnen umzubauen. Maßnahmen sollen sein: Zusätzliche Fahr- und Busspuren, die Anpassung sowie Verlängerung von Grünphasen und die Bevorzugung von Bussen und Bahnen an Ampelanlagen.
Als erster Streckenabschnitt wurde 2010/2011 die Zwickauer Straße zwischen Falkeplatz und Kappler Drehe für 500.000 Euro umgebaut. Seit August 2011 erhalten Busse und Bahnen auf diesem Abschnitt bei Annäherung an eine Kreuzung Vorfahrt vor dem Individualverkehr. Zusätzlich wurde stadtauswärts eine Bus- und Fahrradspur angelegt. Nach Problemen im Bereich der Kreuzung Barbarossastraße wurde die Ampelschaltung geändert, um den teils neu entstandenen Staus entgegenzuwirken. Als Nächstes wurden schrittweise Ampelanlagen der Stadtbahnlinie 4 (Stollberger Straße) umgerüstet. An den Kreuzungen Bahnhof-/Annaberger Straße, Annaberger-/Annenstraße und Annen-/Reitbahnstraße wurde 2013 neue Technik installiert, die Ampelanlage an der Zentralhaltestelle folgte 2014. Um die Pünktlichkeit auf der Linie 21 zu verbessern, wurden bis Sommer 2015 Ampelanlagen an der Leipziger Straße erneuert.

## Fahrradmitnahme
Inhaber beliebiger Fahrkarten können, wie im gesamten Verkehrsverbund Mittelsachsen, ihr Fahrrad kostenfrei mitnehmen – das gilt jedoch nicht für das Deutschlandticket. Für Nutzer des Deutschlandtickets ist für die Mitnahme eines Fahrrades eine spezielle Fahrradkarte erforderlich.

## Schwarzfahrer
Im Jahr 2011 war Chemnitz die Stadt mit dem höchsten Anteil von Schwarzfahrern in Deutschland. Über 6 % der Fahrgäste fuhren ohne gültige Fahrkarte, was zu einem Einnahmeverlust von 1,35 Millionen Euro führte. Darauf wurden im Auftrag der CVAG mehr Kontrolleure eingesetzt, wodurch der Anteil der Schwarzfahrer auf 2 bis 3 % zurückging.

### Vordereinstieg
Um den Schwarzfahreranteil noch weiter zu senken und den wirtschaftlichen Verlust zu minimieren, entschloss sich die CVAG 2013, dass ab dem 1. August Busfahrgäste nur noch beim Fahrer einsteigen können, um diesem ihre Fahrkarte zu zeigen oder eine zu kaufen. Sonderregelungen gibt es für Kinderwagen und Rollstuhlfahrer, die auch weiterhin die zweite Tür nutzen können. Die hinteren Türen dienen darüber hinaus nur noch dem Ausstieg. Der Anteil der Schwarzfahrer sank auf 1,7 %.

## Betriebshöfe

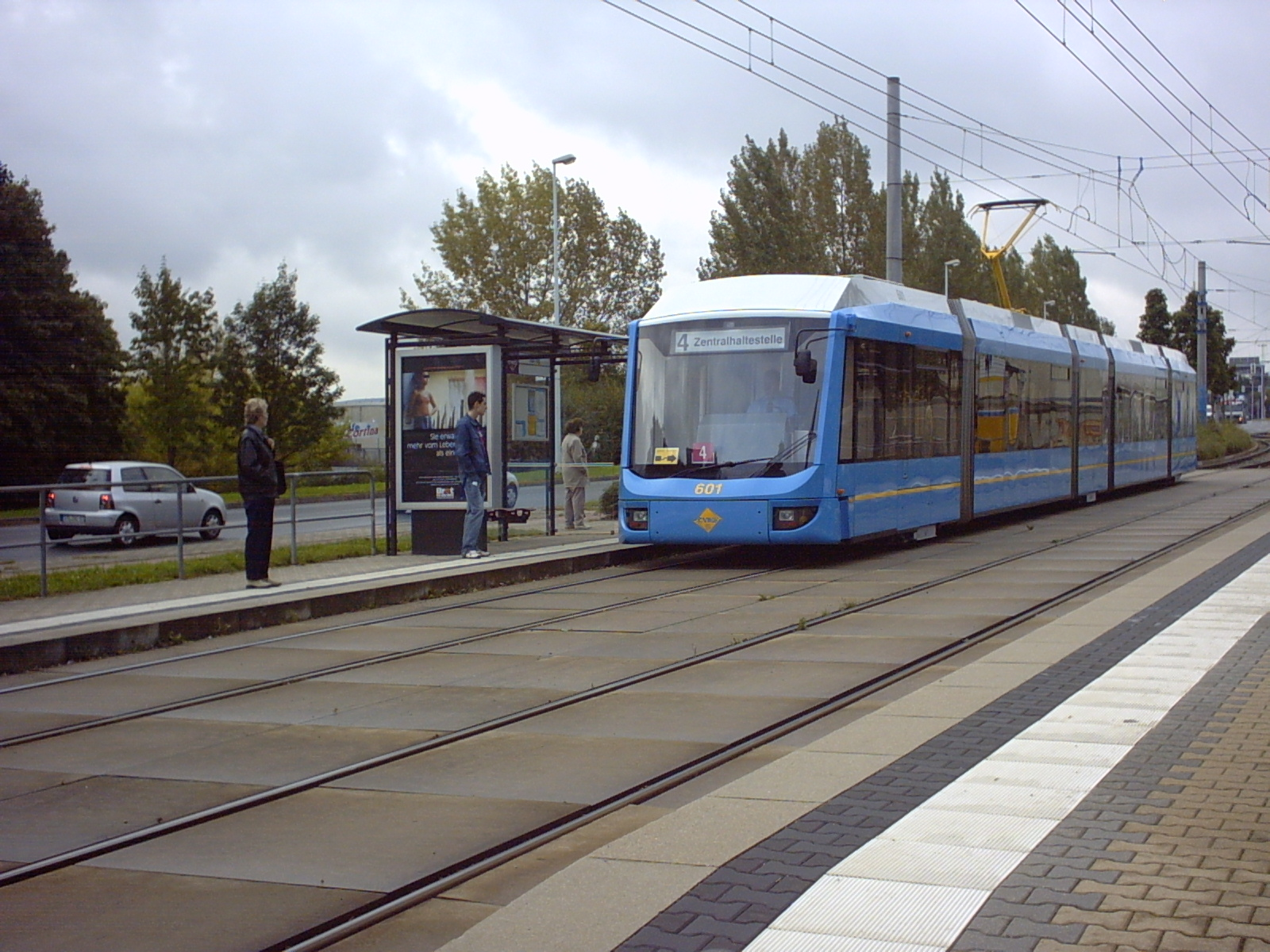
Der Variobahn-Prototyp (Tw 601) an der Haltestelle „Südring“

### Straßenbahn
In Chemnitz befinden sich zwei Straßenbahndepots. Im Straßenbahnbetriebshof in Chemnitz-Adelsberg befinden sich neben dem Hauptsitz der CVAG die Hauptwerkstatt der Straßenbahn, eine Abstellhalle, die Stromversorgung für die Straßenbahn, eine Unterflur-Radsatzprofiliermaschine sowie eine Waschanlage. Zusätzlich befindet sich in Altchemnitz noch die Abstellanlage Krenkelstraße, die von 2009 bis 2011 auf der Fläche des früheren Betriebshofes gebaut wurde.

Bilder aus dem Straßenbahnbetriebshof
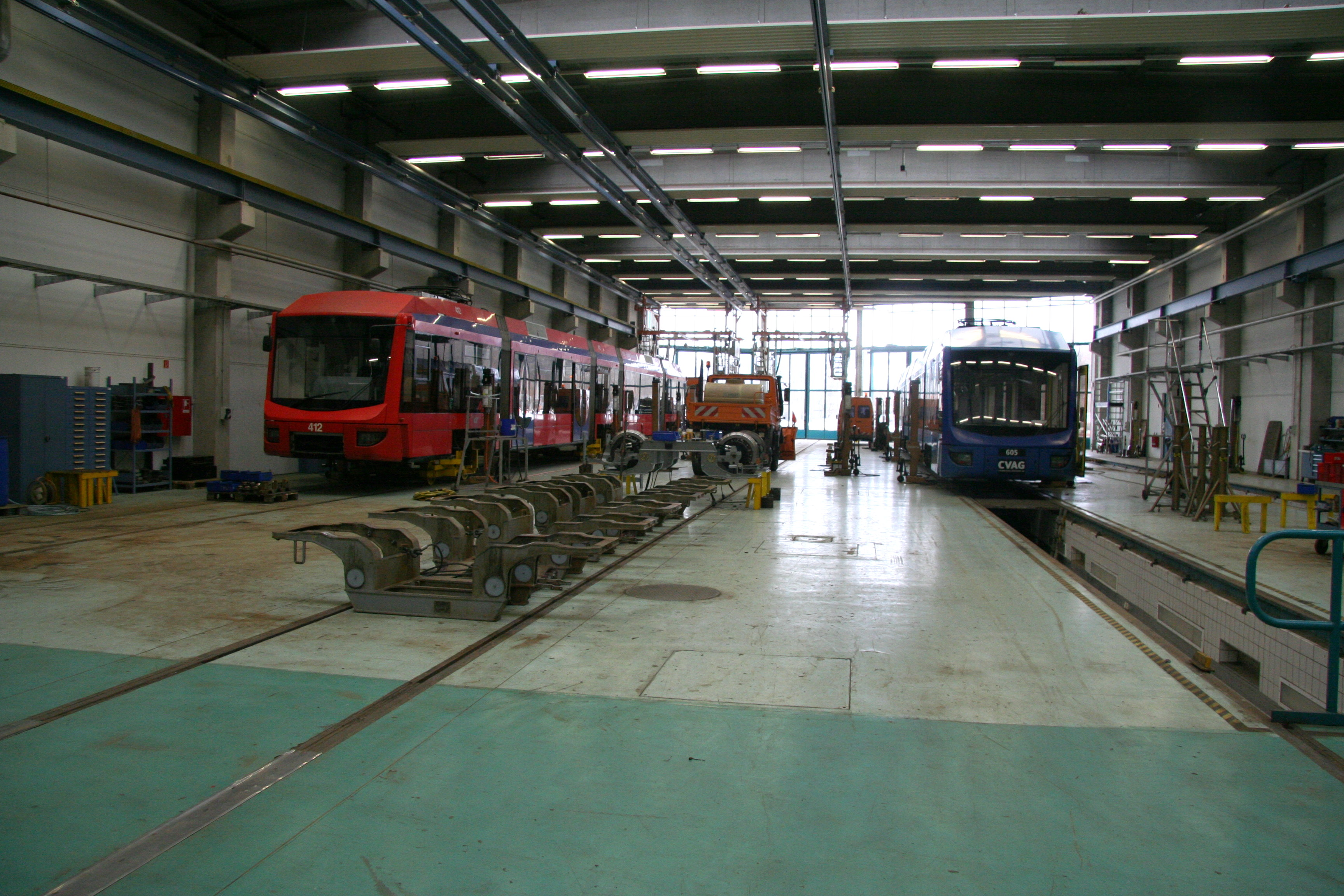
Werkstatt mit Variobahn
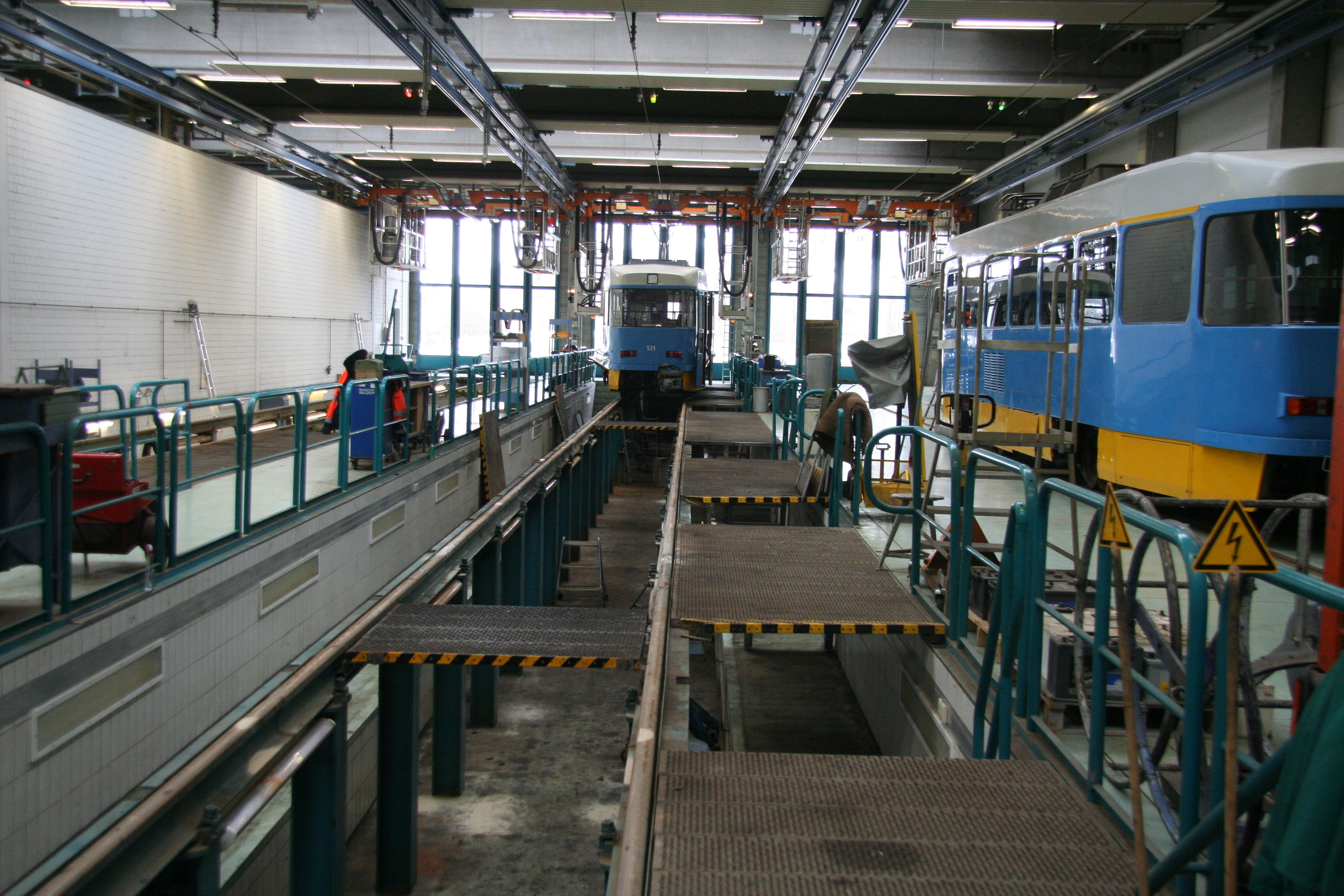
Werkstatt mit Tatra-Wagen
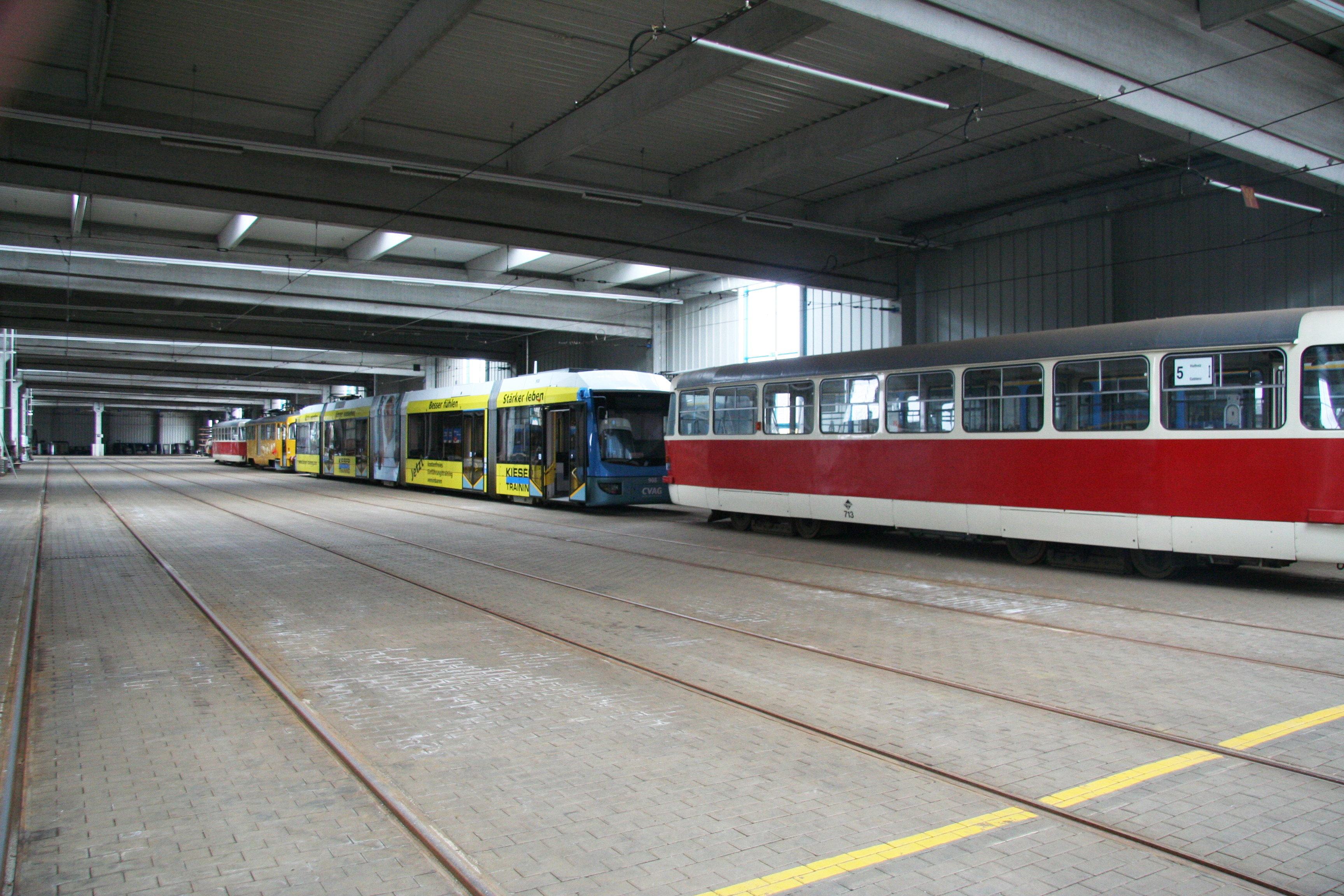
Abstellhalle
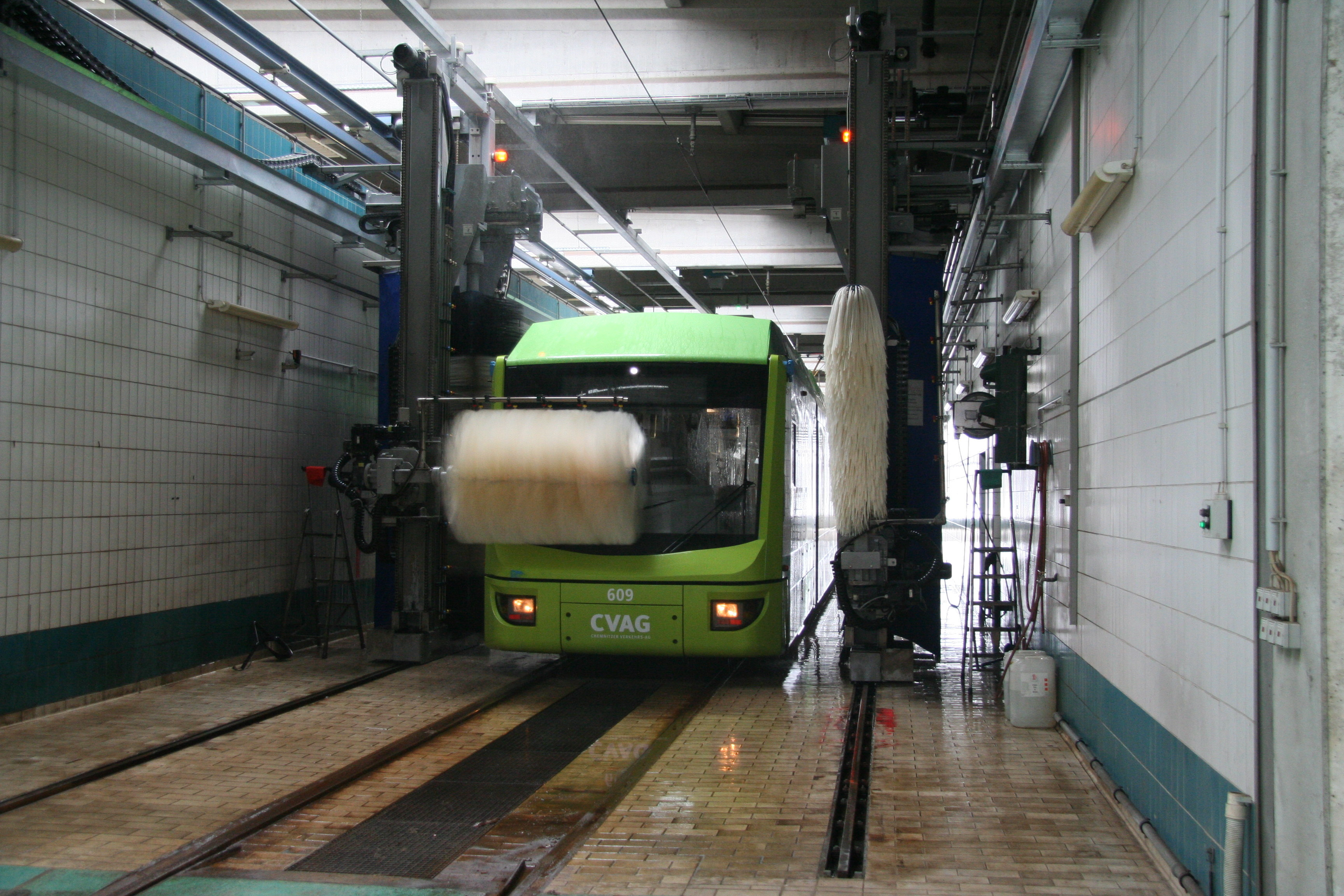
Waschanlage

### Bus
Busse werden auf dem Omnibusbetriebshof Werner-Seelenbinder-Straße abgestellt und gewartet. Dort befinden sich eine Verkehrsleitstelle und Einsatzleitung für den Bahn- und Busverkehr, Abstellhallen, eine Freiabstellfläche, eine Inspektionshalle, ein Werkstatt- und Sozialtrakt, ein Betriebsdienstgebäude, eine Waschanlage, eine Erdgastankstelle sowie eine Innen- und Außentankanlage.

Bilder aus dem Omnibusbetriebshof
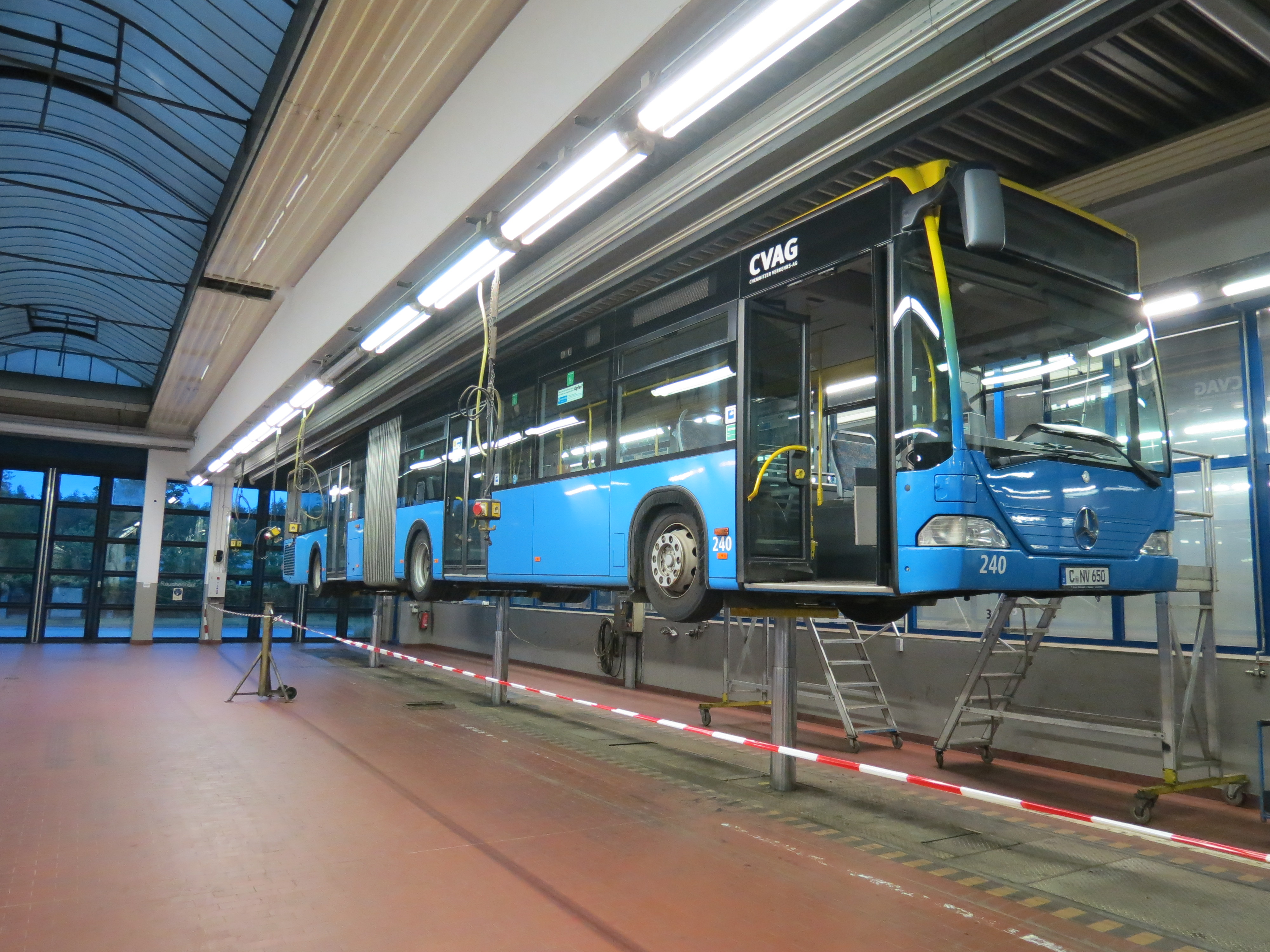
Werkstatt mit Bus
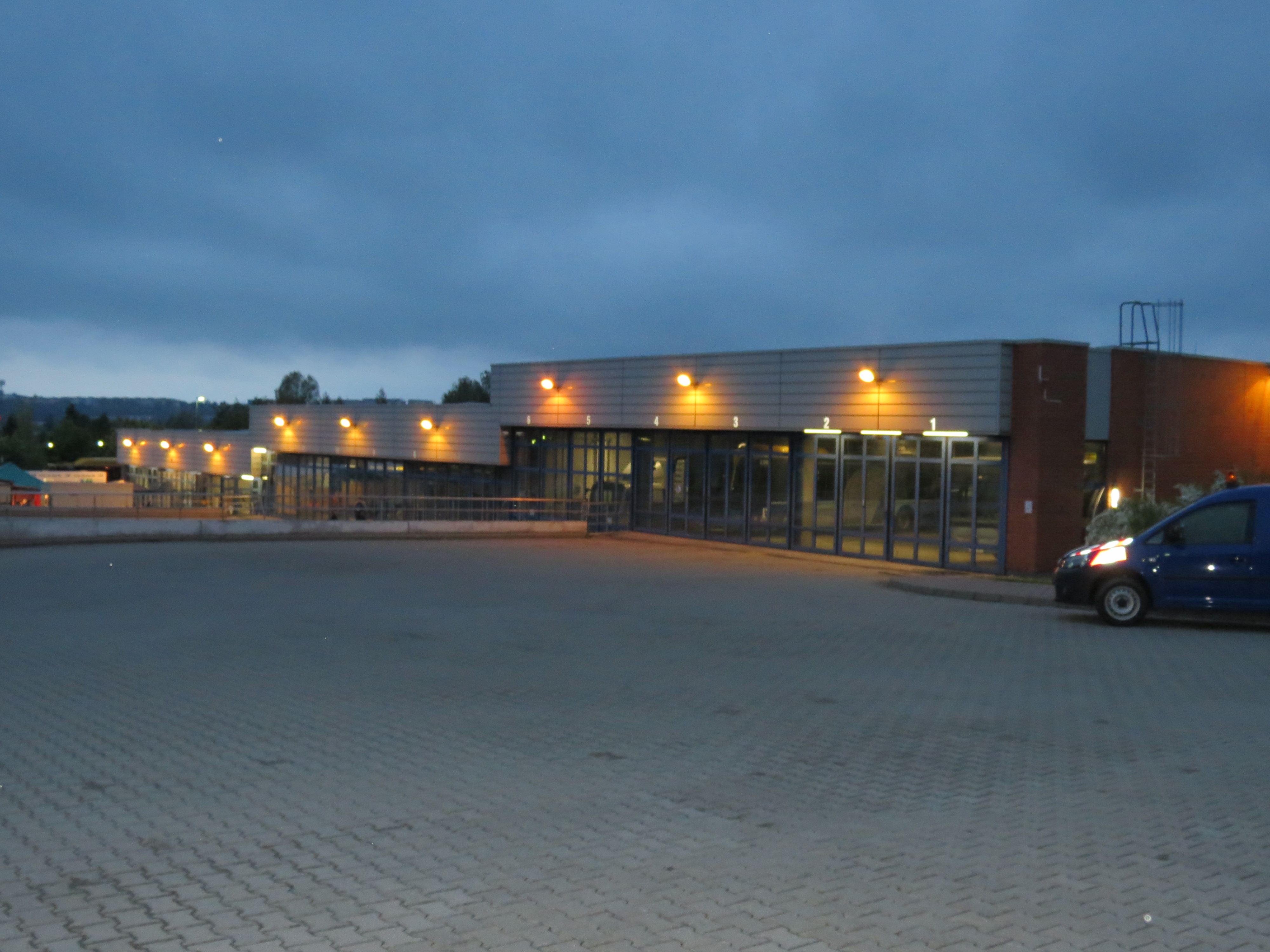
Busdepot
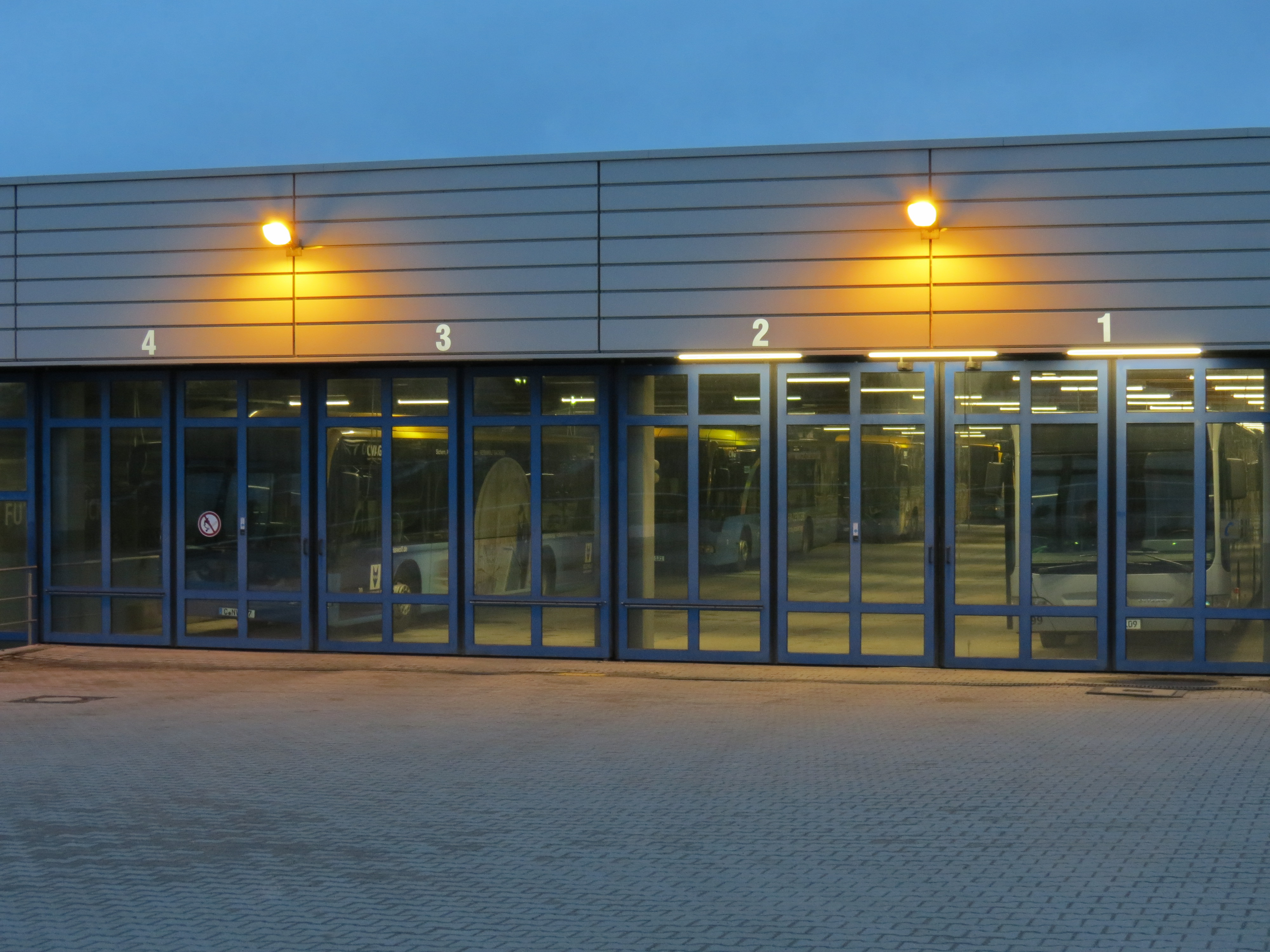
Busdepot

### Straßenbahnmuseum
Im Straßenbahnmuseum Kappel befinden sich Straßenbahnfahrzeuge und Busse aus der gesamten Geschichte des Chemnitzer Nahverkehrs, insbesondere auch eine Sammlung von Schmalspur-Fahrzeugen. Von hier aus fahren auch Sonderwagen bei besonderen Anlässen oder nach Anmeldung. Bis zur Errichtung des Betriebshofs Adelsberg befand sich hier die Hauptwerkstatt.

## Bilder

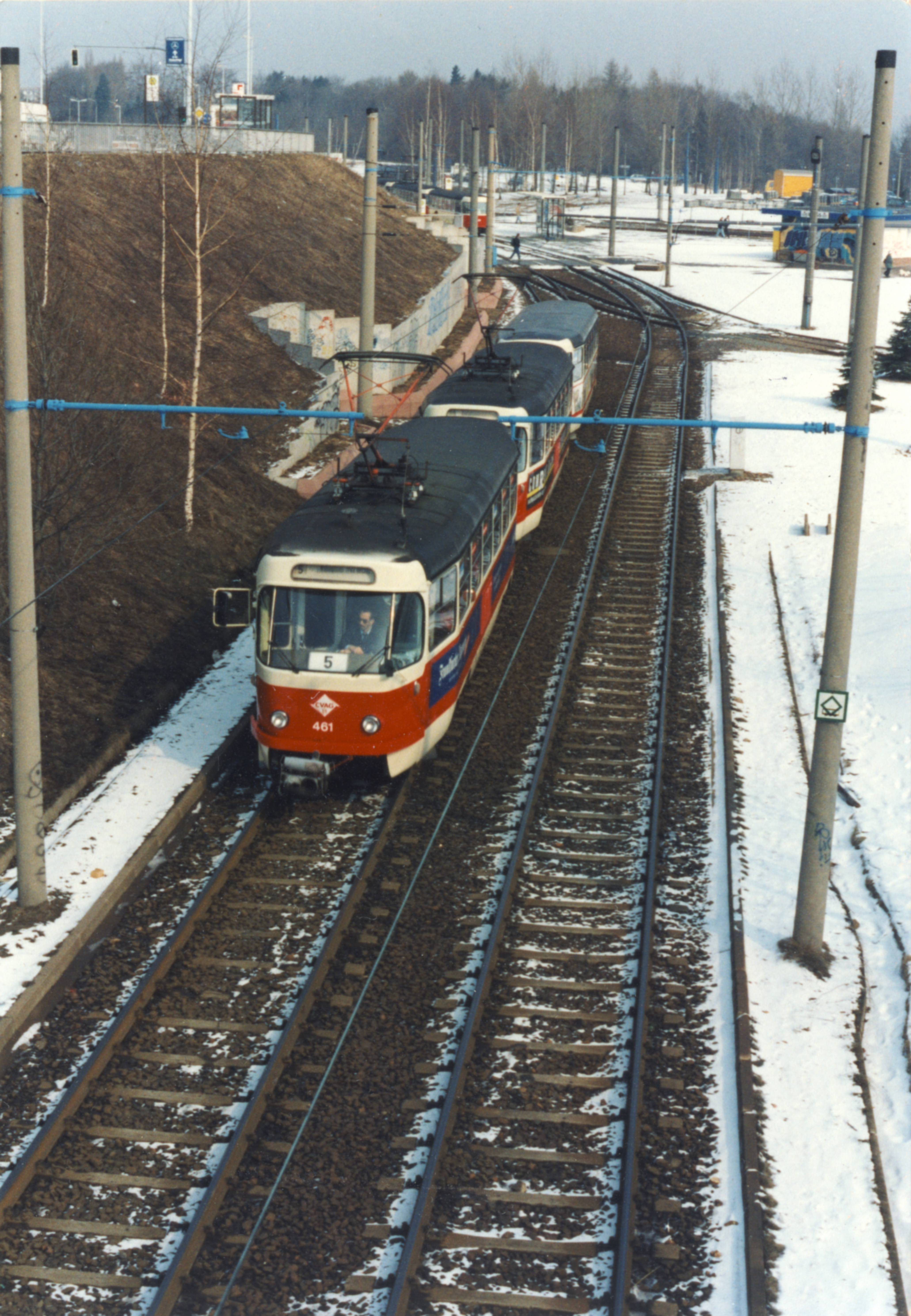
Die Triebwagen 461 und 462 sowie Beiwagen 731 auf der Linie 5 im Wohngebiet „Fritz Heckert“
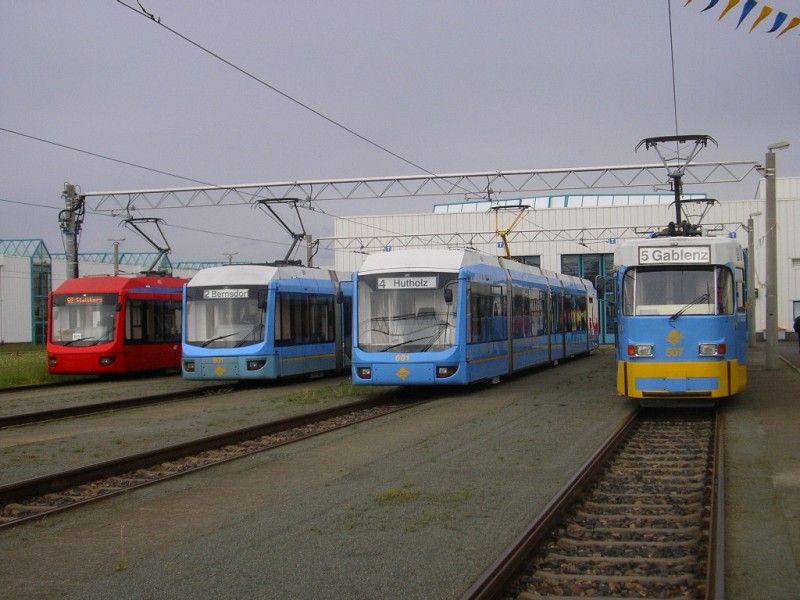
Alle derzeit in Chemnitz eingesetzten Straßenbahntypen
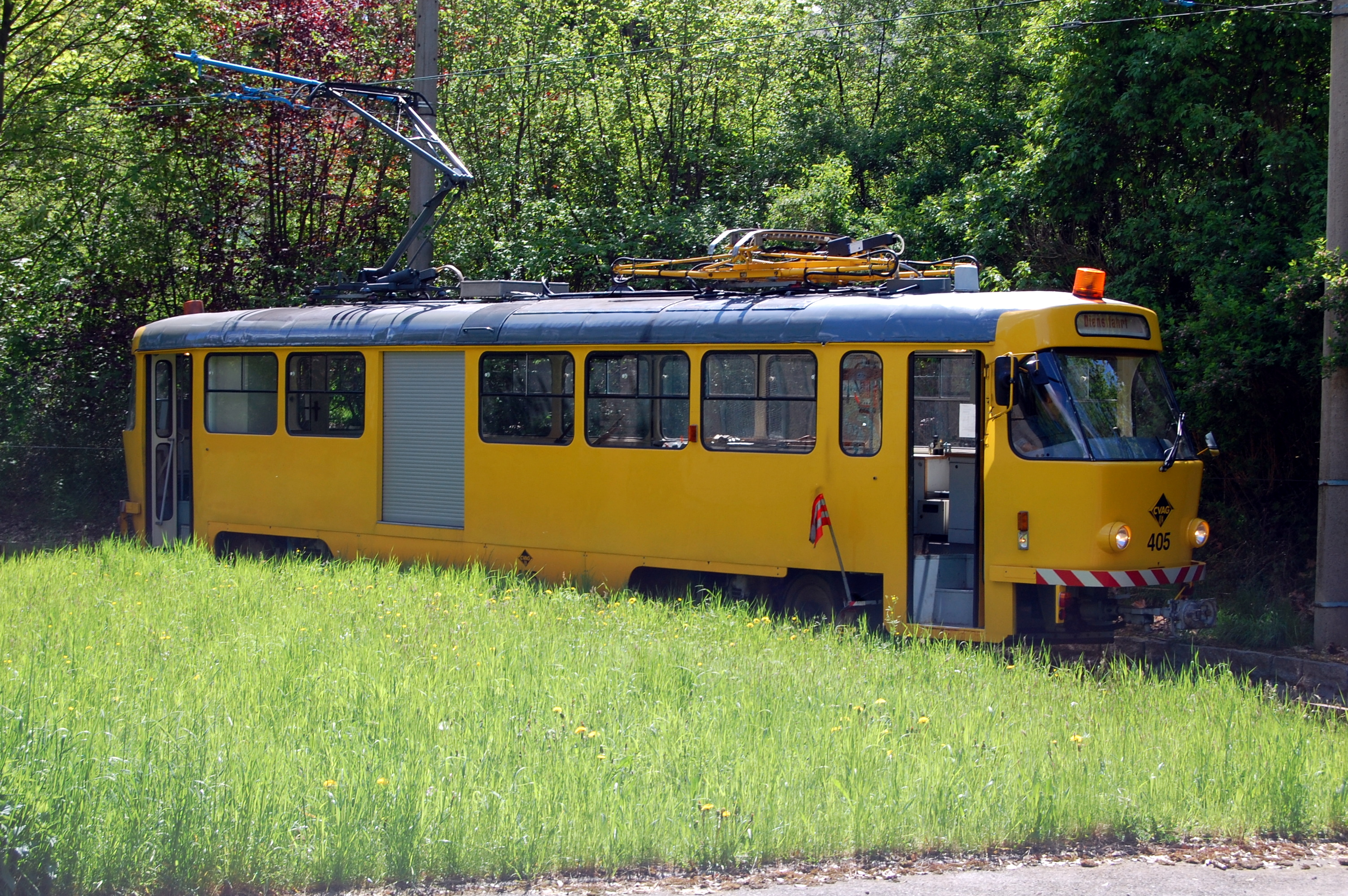
Ein zum Arbeitswagen umgebauter T3D der CVAG
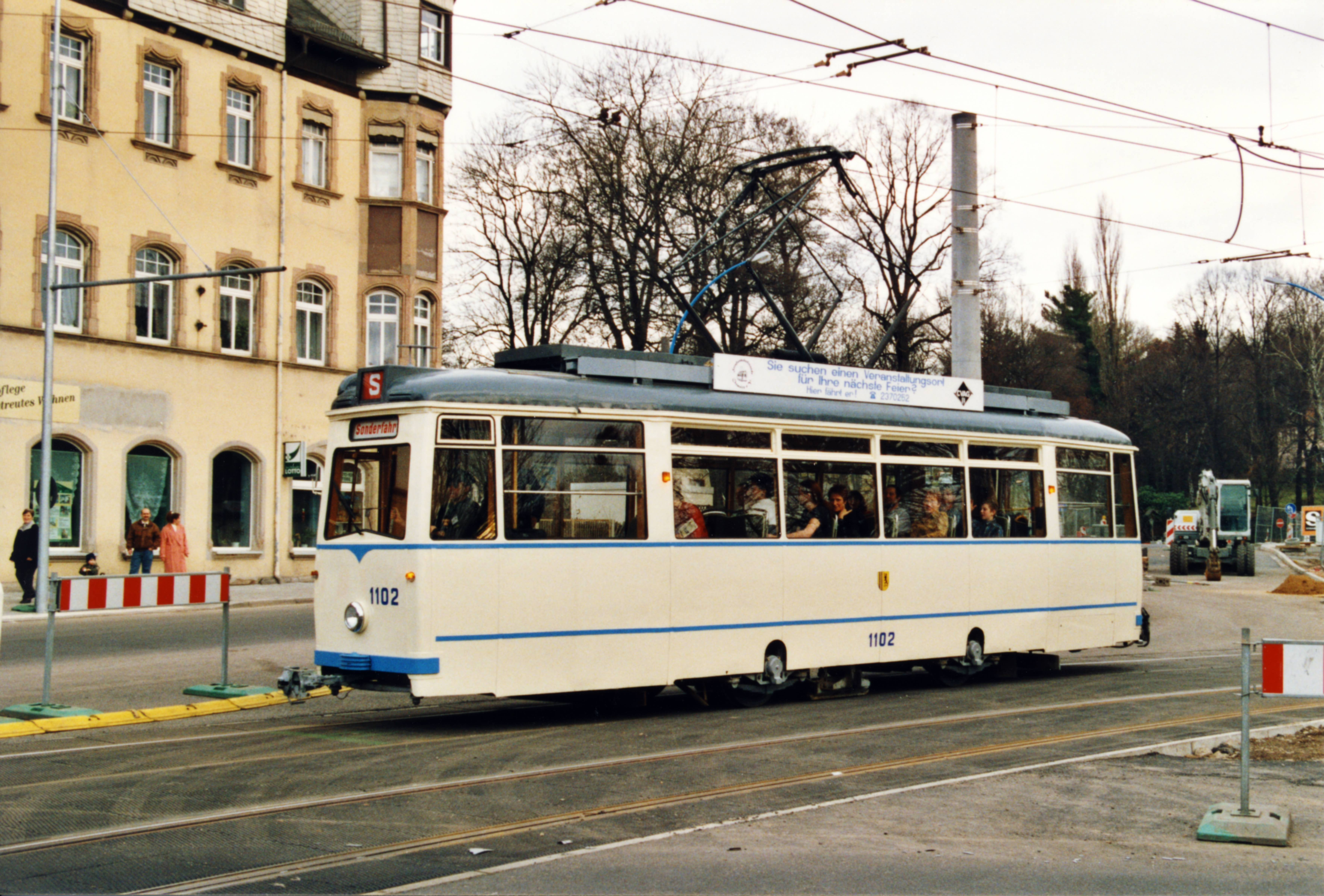
Der Tw 1102 – jetzt 801 – war früher ein Arbeitstriebwagen.
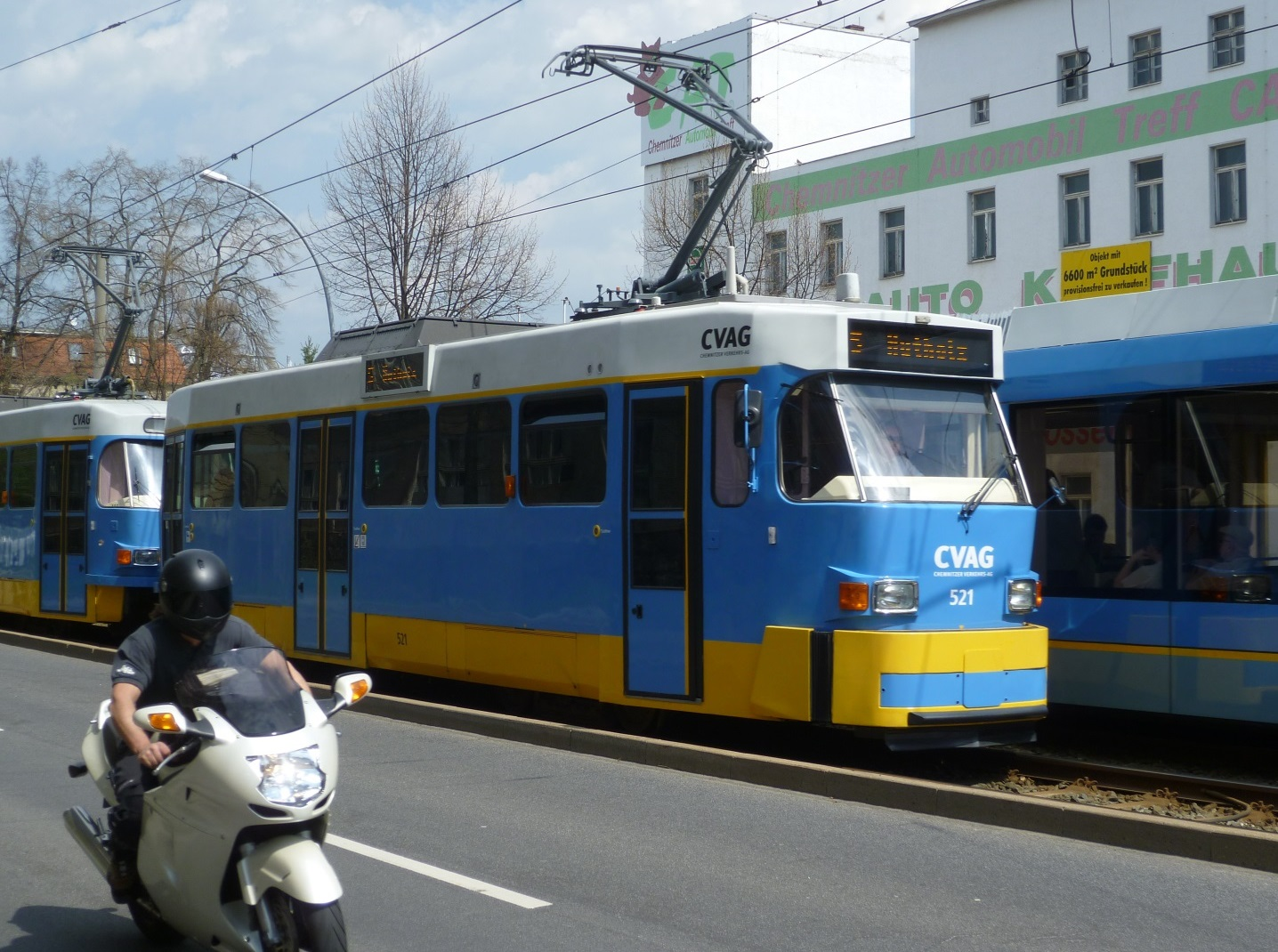
Modernisierter Tatra T3D auf der Linie 5 Richtung Hutholz (2013)
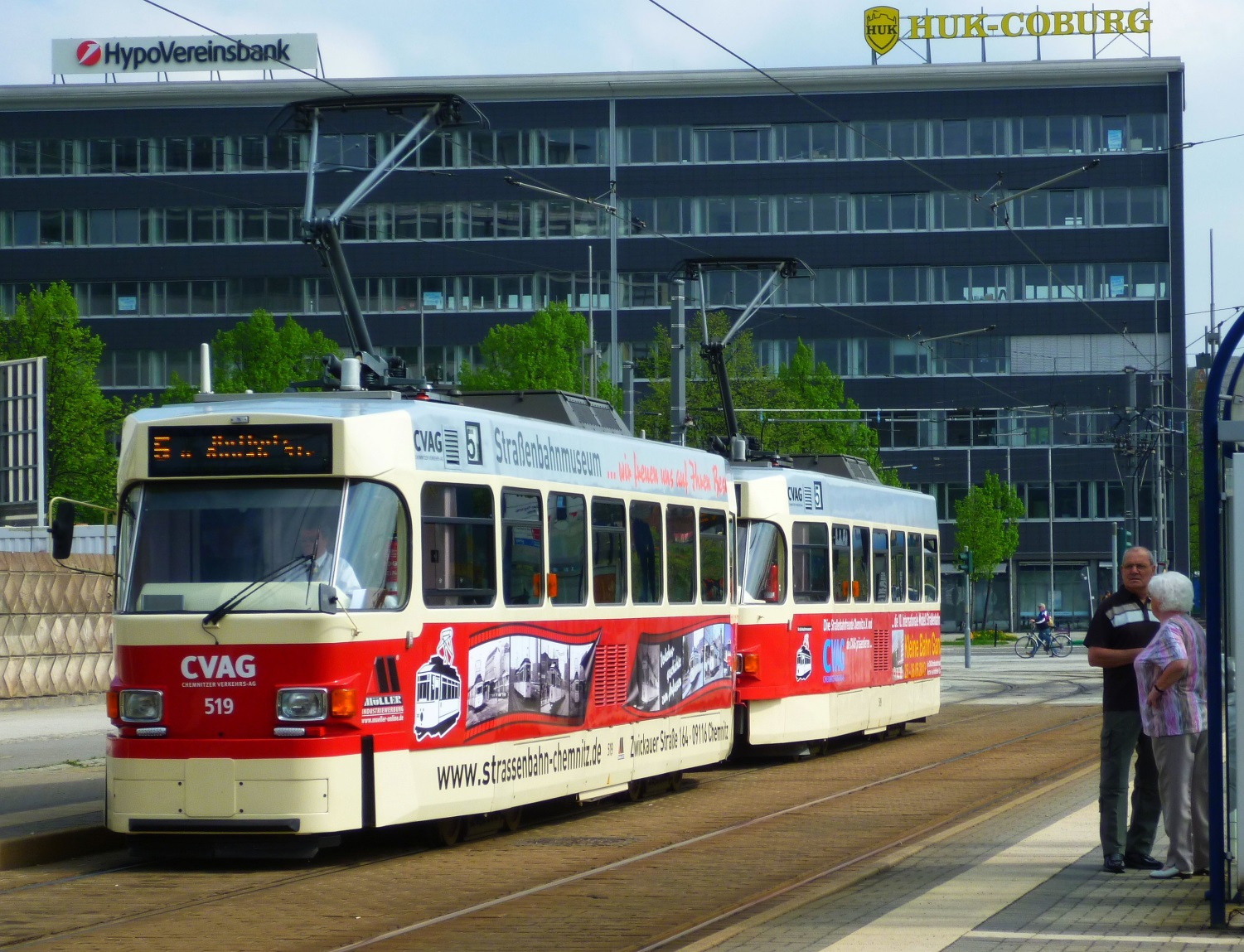
Tw 519 und 509 im Retro-Look mit Werbung für das Straßenbahnmuseum in Chemnitz
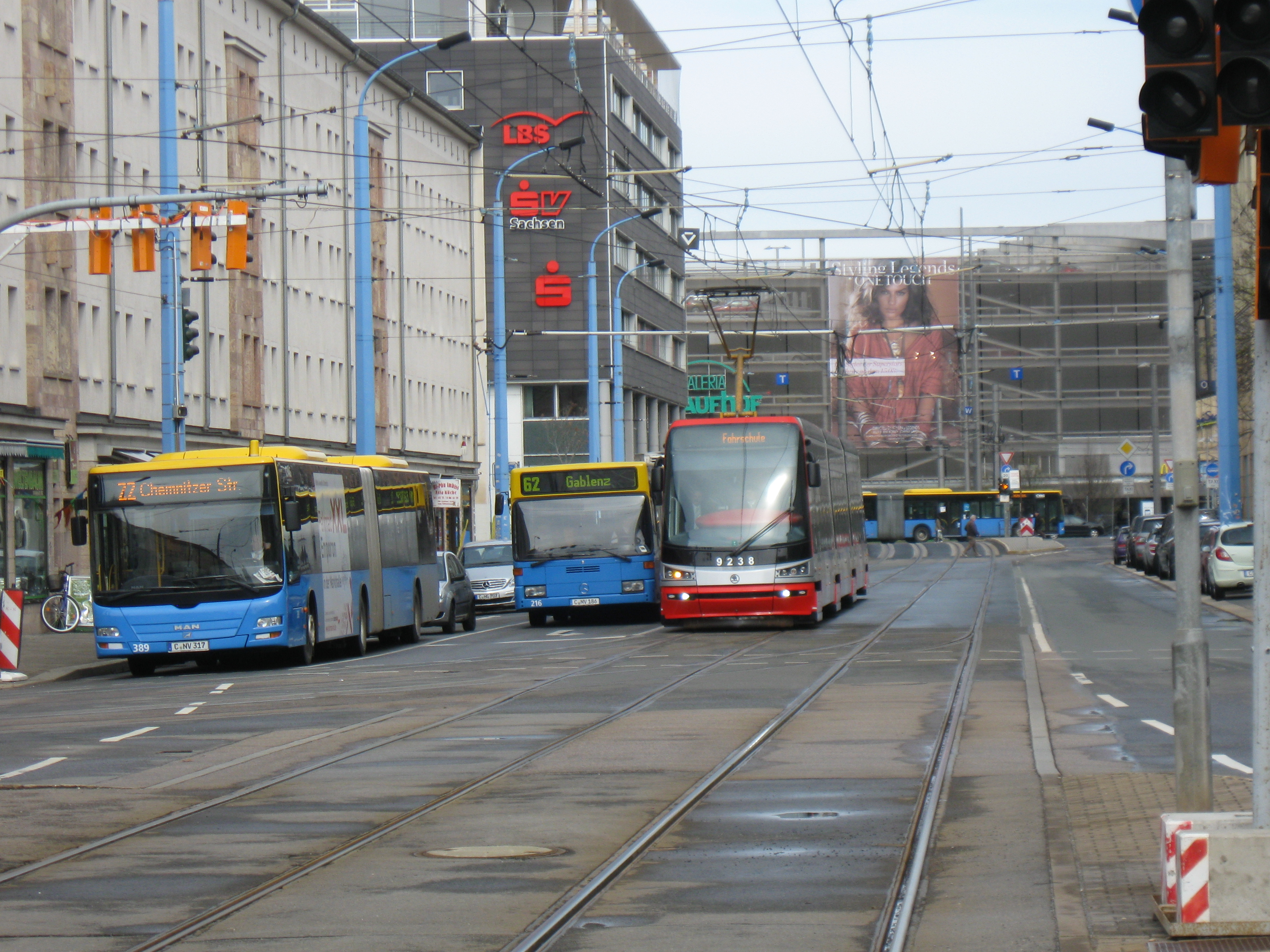
Škoda-Teststraßenbahnwagen und Busse der Linien 22 und 62 vor der Haltestelle Annenstraße